# Propaganda bolivariana

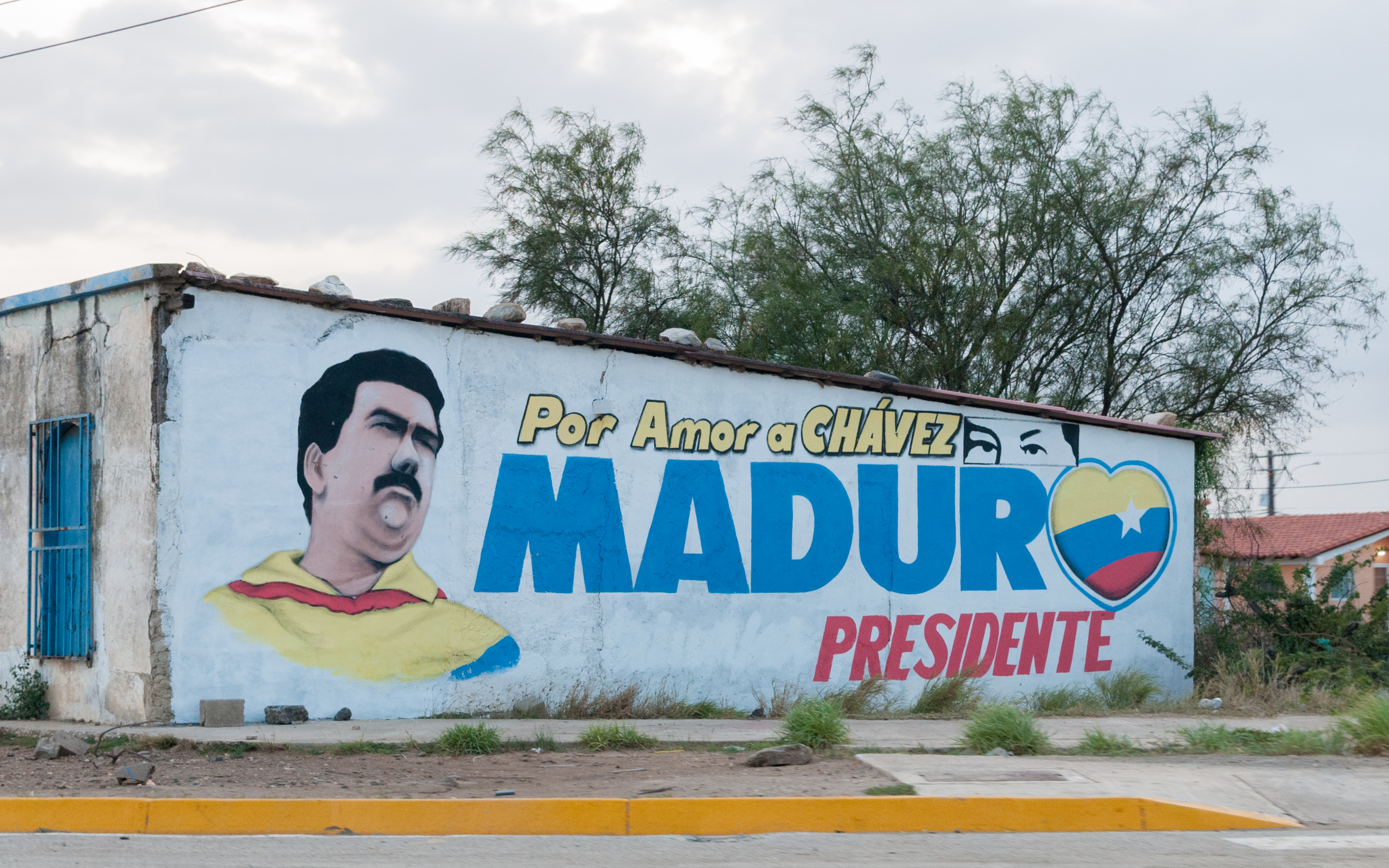
Un mural en la isla de Margarita. Se lee «Por amor a Chávez. Maduro Presidente.» con los Ojos de Chávez comúnmente visibles.

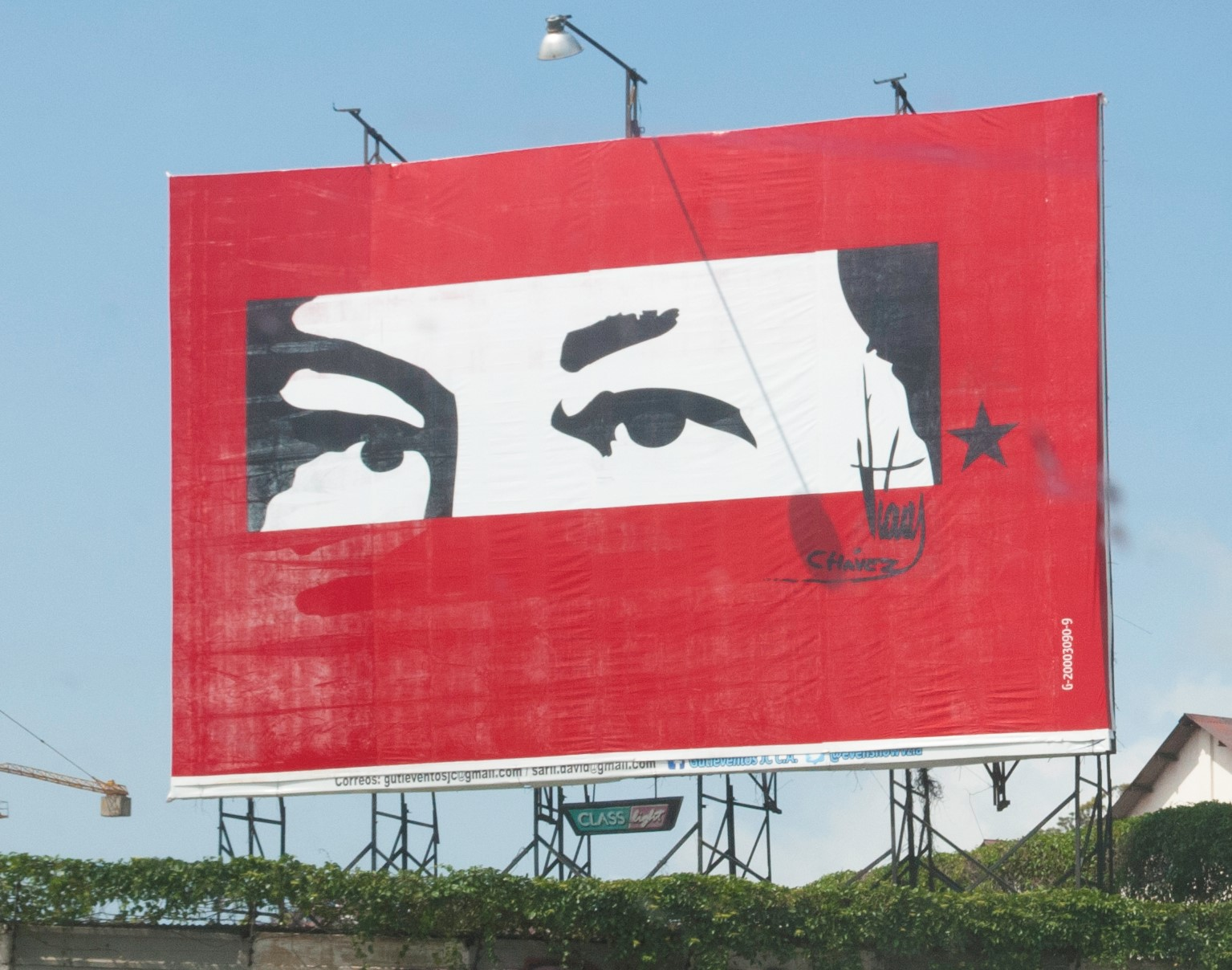
Un cartel con los Ojos de Chávez junto con su firma y una estrella socialista, en Guarenas, Venezuela.

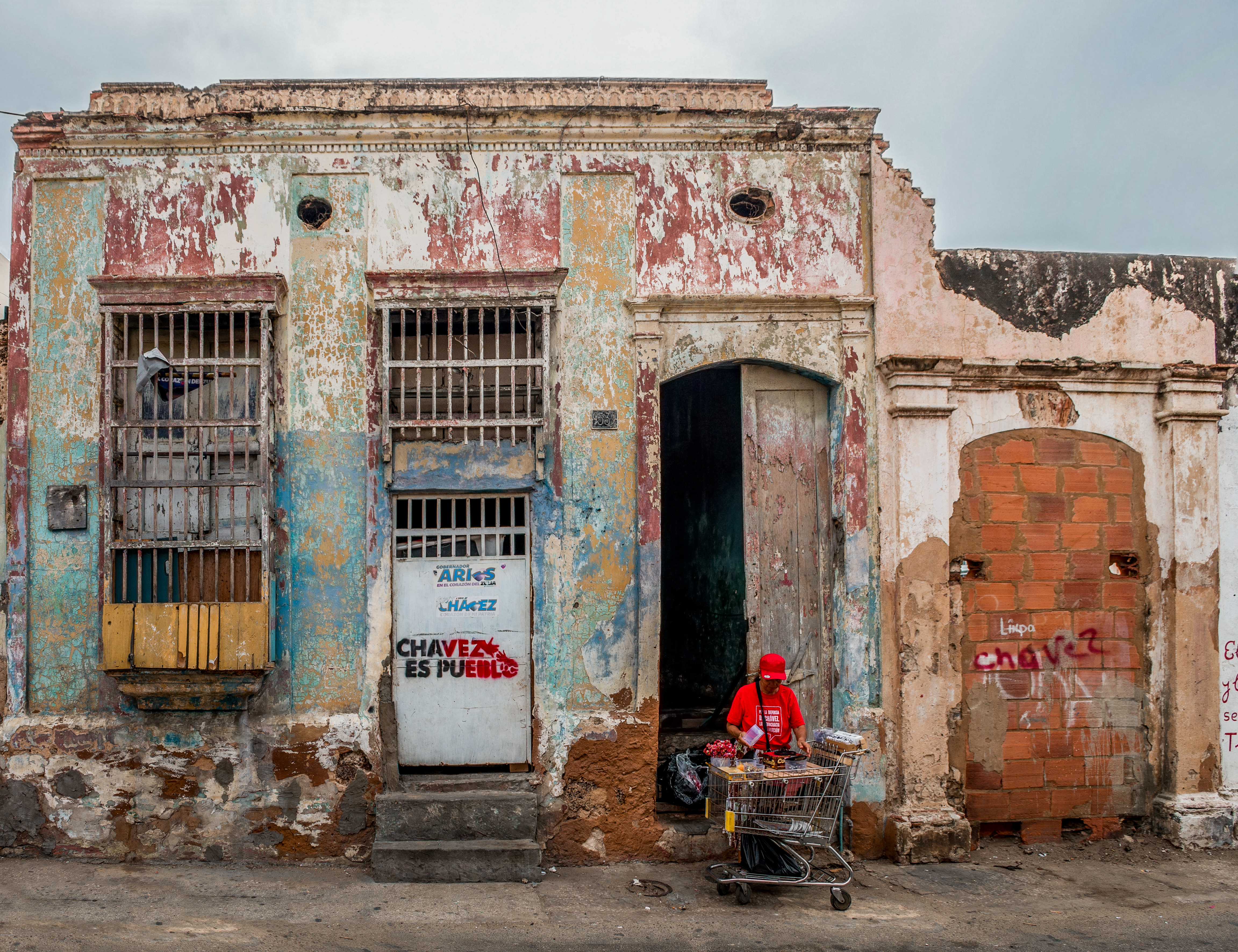
Casa pintada con propaganda y mujer con vestimenta de apoyo a Hugo Chávez en Maracaibo, Venezuela.

La propaganda bolivariana (también denominada propaganda chavista) se describe como una campaña política originada en Venezuela, utilizada para promover la Revolución Bolivariana de Hugo Chávez usando argumentos emocionales para llamar la atención, explotar miedos (reales o ficticios) de la población, crear enemigos externos para fines de chivo expiatorio o victimización, e inducir al patriotismo hispanoamericano y al nacionalismo provocando sentimientos de traición hacia la oposición. World Politics Review comenta:
«a medida que Chávez empuja a Venezuela hacia la transformación en un estado socialista, la propaganda gubernamental juega un papel importante en el mantenimiento y movilización de simpatizantes del gobierno...».
La imagen o firma de Hugo Chávez o su sucesor, Nicolás Maduro, es vista en los costados de edificios, camisetas, ambulancias, letreros oficiales de Petróleos de Venezuela (PDVSA) y en el interior de instituciones públicas o empresas del estado. En un artículo del New York Times de 2011 puede leerse que Venezuela tiene un «complejo de propaganda estatal en expansión». El Boston Globe describió a Chávez como «un conocedor de los medios, con visión de futuro propagandista con la riqueza petrolera para influir en la opinión pública». Nicolás Maduro ha continuado utilizando transmisiones obligatorias en la radio y televisión (denominadas «cadenas») en las que, en algunos casos, se ha comparado a Chávez con figuras sagradas.

## Antecedentes
El término Revolución Bolivariana denota un nuevo sistema de gobierno que se aleja de la influencia estadounidense, basado en la exaltación de Simón Bolívar y de una América del Sur unida liderada por un «fuerte pero compasivo caudillo». El caudillo se encarga de transformar la milicia en parte armada de la revolución nacionalista, usando a los pobres como su base de apoyo. La «democracia participativa», se convirtió en la premisa del gobierno de Hugo Chávez. En el marco de la Revolución Bolivariana, Chávez creó el Plan Bolívar 2000 poniendo en práctica una estrategia para mejorar las condiciones de bienestar de los pobres y diseñado con el fin de integrar las tropas venezolanas en la Revolución bolivariana. Se estableció un programa de propaganda para lograr la «democracia participativa», y así, fortalecer su posición política y su poder base.
Según Douglas Schoen, en La Amenaza cerca de casa, Hugo Chávez ha promovido su mensaje populista, a través de programas y una legislación que incluye obispos de la Iglesia católica partidarios de Chávez, el cierre de RCTV, y la modificación de las leyes para exigir información de los ciudadanos desleales al régimen. Gustavo Coronel, en Escribiendo en los acontecimientos humanos, comenta que Chávez posee una «intensa y costosa máquina de propaganda» que opera a través de la Embajada de Venezuela en los Estados Unidos. Un programa de Citgo en 2005 para donar combustible por calefacción a casas pobres en los Estados Unidos fue criticado como un artificio de propaganda.

## Financiamiento
Según El Nacional, el 65% de los fondos del Ministerio de Información y Comunicación de Venezuela (MINCI) se utilizaron para la «propaganda oficialista» en 2014. De la asignación de fondos del MINCI tenían destinados más de 500 millones de bolívares. Estos fondos se dividieron entre las organizaciones de medios de comunicación independientes del gobierno; 161.043.447 bolívares para VTV, un 65% más de lo que recibió en 2012, unos 97.335.051 bolívares para la Comisión Nacional de Telecomunicaciones de Venezuela, 96.861.858 bolívares para la Estación de la Nueva Televisora del Sur, 20.381.890 de bolívares para El Correo del Orinoco, 48.935.326 bolívares para AVN, entre otros.

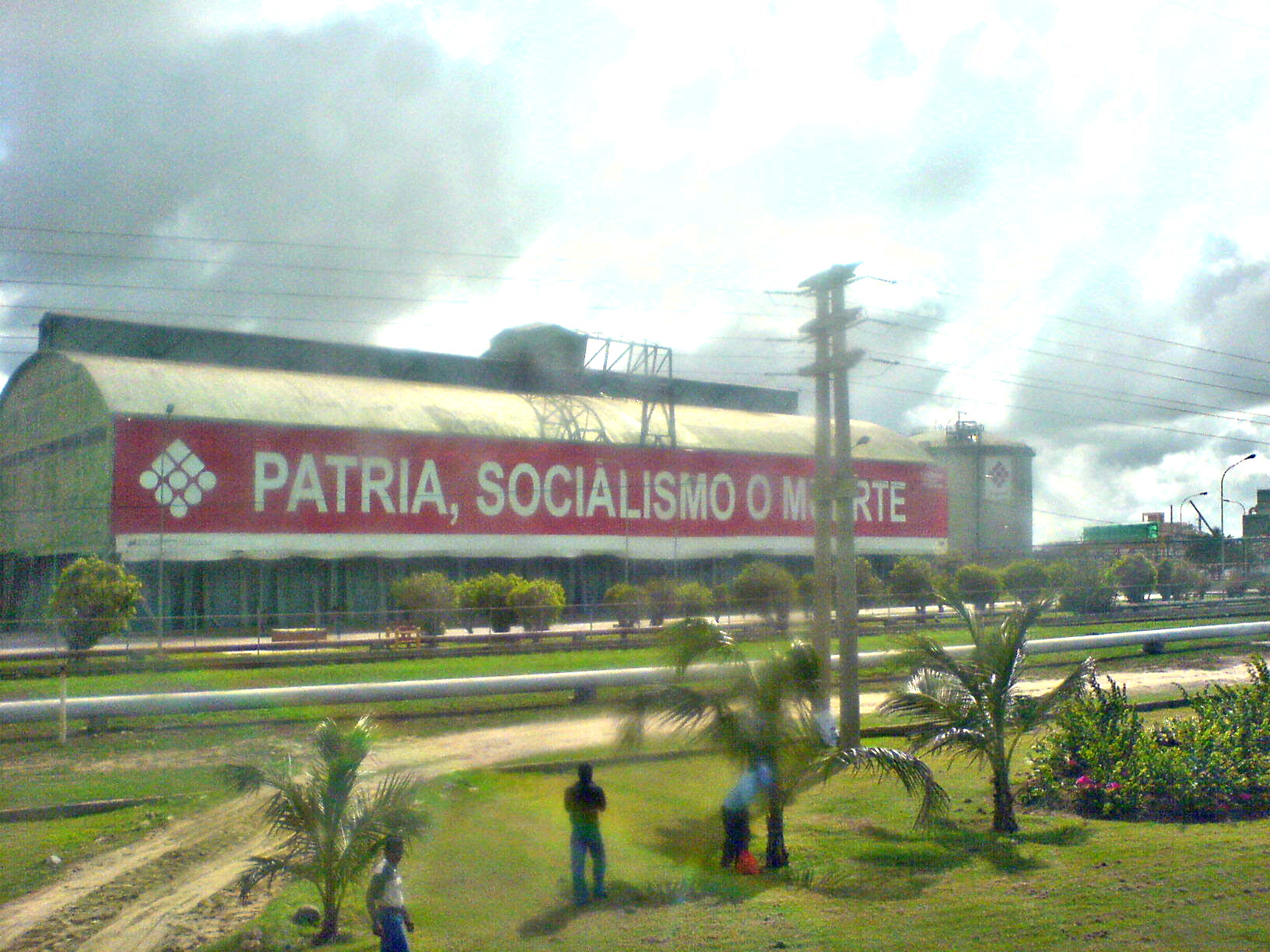
288.993x288.993px

Para el presupuesto del gobierno de Venezuela de 2015, se designaron 1.800 millones de bolívares para la promoción de los logros atribuidos al gobierno de Nicolás Maduro, que era más de los 1300 millones de bolívares designados por el Ministerio de Interior, Justicia y Paz para la seguridad pública del Municipio Bolivariano Libertador de Caracas, el municipio más poblado de Venezuela. La financiación de la propaganda nacional aumentó en un 139,3% para el presupuesto de 2015 convirtiéndose en el 73,7% del presupuesto del Ministerio de Comunicación e Información. En el presupuesto de 2015, pagos realizados para los medios de comunicación del gobierno, podrían estar en alrededor de 3610 millones de bolívares por año, una suma de dinero que podría pagar el salario mínimo para los 740.000 trabajadores al momento de la asignación, construcción de 301 escuelas, construcción y manutención de 219 salas de emergencia de hospitales.

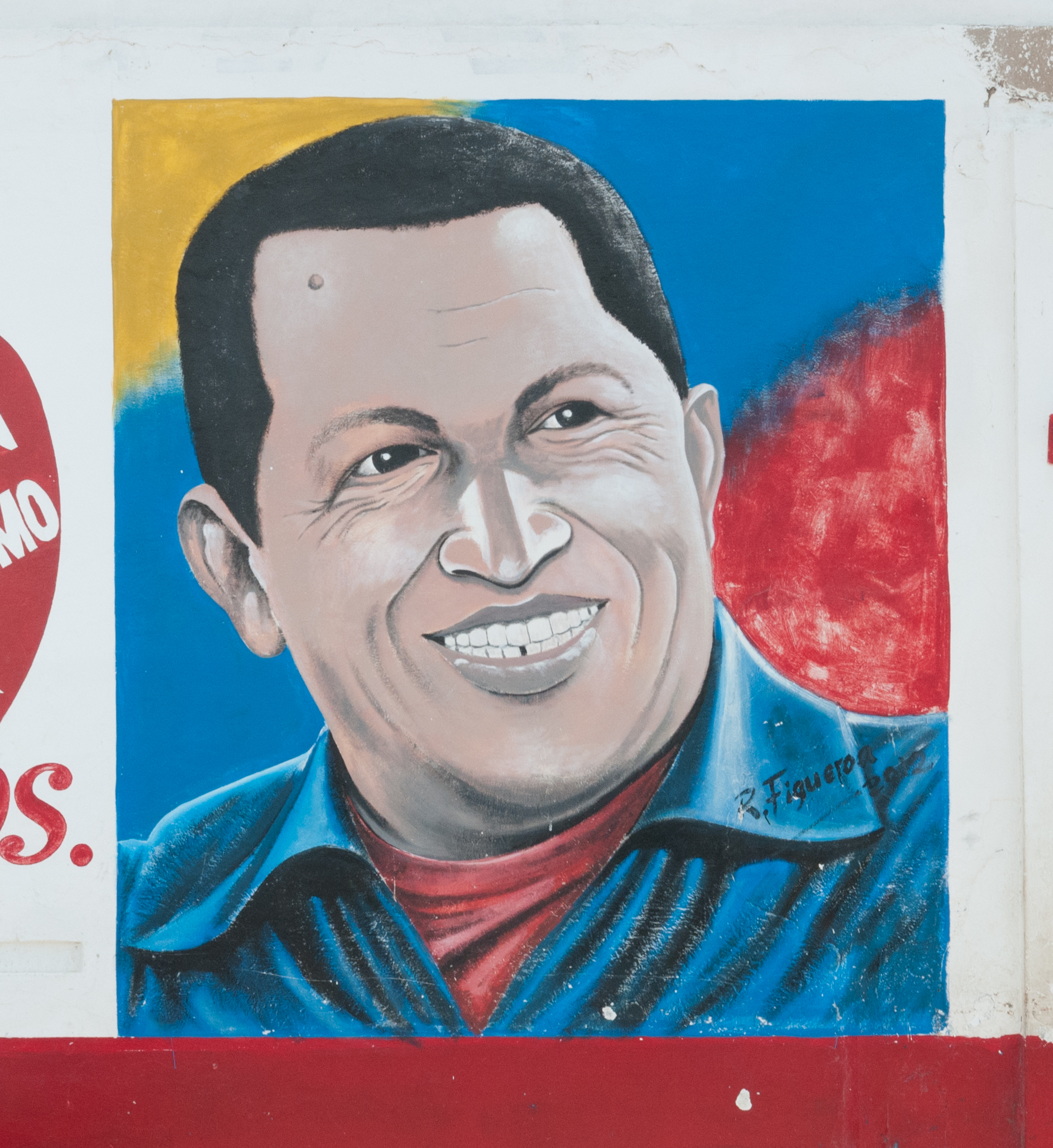
310.99x310.99px

## Organizaciones nacionales de propaganda

### Ministerio del Poder Popular para la Comunicación y la Información
Según El Nacional, el Ministerio del gobierno venezolano del Poder Popular para la Comunicación e Información (MINCI) destinó la mayor parte de su presupuesto de 2014 para «propaganda oficialista». De acuerdo con el analista de la comunicación política, Oswaldo Ramírez, MINCI ha asumido la «función de propaganda» durante la presidencia Maduro debido a su baja popularidad. El vicepresidente de la Asociación Nacional de Periodistas (CNP), Nikary González, declaró que MINCI «se queda con la propaganda política que favorece al PSUV».

### Comisión de Propaganda, Agitación y Comunicación del PSUV

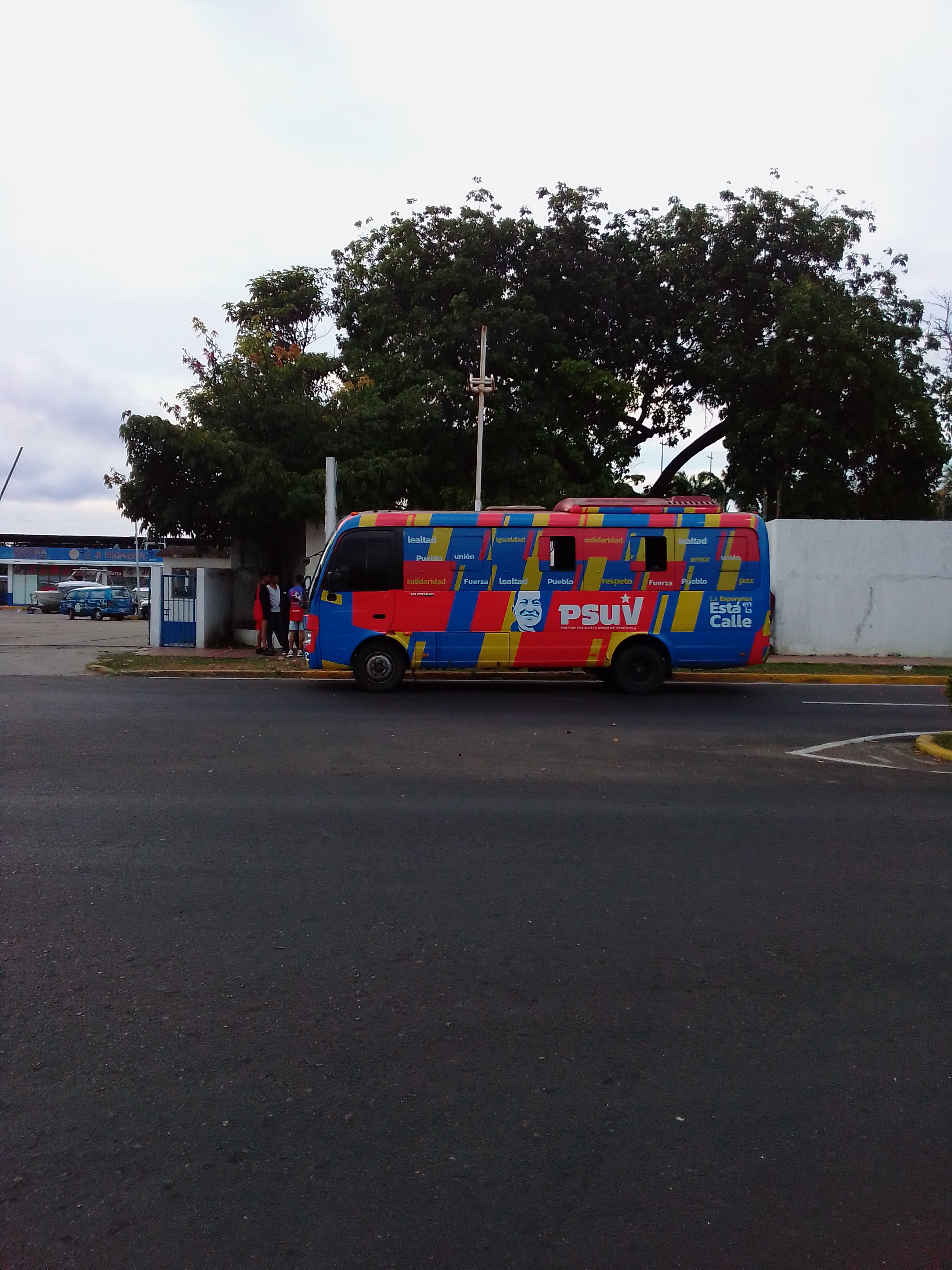
Bus del PSUV

El Partido Socialista Unido de Venezuela (PSUV) es el partido político en el poder del gobierno de Venezuela, creado con el objetivo de apoyar la Revolución Bolivariana y partidos pro-Chávez. El PSUV, ha utilizado la propaganda para influir en el apoyo a la Revolución Bolivariana. El 27 de agosto de 2014, se celebró la primera reunión de la Comisión de Propaganda, Agitación y Comunicación del PSUV. El jefe de la comisión, Ernesto Villegas, comentó que el comité reconocido continuará comunicando como lo hizo el «Comandante Hugo Chávez, el gran comunicador, agitador y propagandista y siempre seguirá así por siempre, porque él seguirá vivo en nosotros, su mensaje, su doctrina política, que nos orienta y es el fuego permanente que nos empuja a avanzar juntos para conquistar este pueblo construyendo el socialismo bolivariano». Villegas explicó además que «la comisión planea estrategias de comunicación que se basan en las directrices de política emitidas por el PSUV». De acuerdo con el PSUV, «los miembros del comité celebrarán reuniones ordinarias y extraordinarias, con el fin de desarrollar planes y llevar a cabo acciones en defensa de la verdad y la guerra librada contra la Revolución Bolivariana».

### Participación del público
La Comisión Nacional de Propaganda, Agitación y Comunicación del PSUV incita a las personas a trabajar dibujando propaganda en espacios públicos, con el fin de contrarrestar «las relaciones capitalistas de explotación y dominación». En su sitio web, se incluyen una serie de plantillas para que los venezolanos puedan rociar propaganda con pintura grafiti en las calles. Ernesto Villegas, comentó que: 
«vamos a ir a cada brigada, pinturas y algunos elementos para la propaganda. Para que vayamos a desplegarnos en la calle y que haya murales y presencia de la voz de la evolución bolivariana llevando la verdad, llevando la memoria, el entusiasmo y el optimismo, además de información necesaria [sic]».

## Espacios de la propaganda bolivariana

### Medios de comunicación
La propaganda bolivariana se ha difundido en Venezuela y en el extranjero. La dirigente opositora María Corina Machado ha denunciado lo que llamó «una máquina de propaganda orquestada por el gobierno que produce comentarios para ridiculizar a los críticos de Chávez, se ejecutan programas de entrevistas dominados por aspirantes del partido en el poder y recoge todos los discursos del presidente».

### Internet
El Ejército de Trolls de la Revolución Bolivariana es una agencia de propaganda y desinformación perteneciente al Ministerio del Poder Popular para Relaciones Interiores, Justicia y Paz que tiene las redes sociales como teatro de operaciones, utilizando cuentas falsas para flameo, troleo, propaganda, difusión de fake news y otras actividades disruptivas. Además, el Estado venezolano censura activamente sitios web que publican información opuesta a su línea ideológica, como en el caso de DolarToday o Wikipedia en enero de 2019 durante el inicio de la crisis presidencial.

#### Manipulación digital
El régimen de Nicolás Maduro ha desarrollado un sofisticado laboratorio de manipulación a través de internet y las redes sociales. Empleando recursos económicos significativos, el régimen ha construido una red de bots con el objetivo de influir en las tendencias de las redes sociales, promoviendo su ideología partidista. Esta táctica es comparada con las estrategias de propaganda de Joseph Goebbels en la era nazi, adaptadas al contexto digital moderno.Francisco García, un ecuatoriano basado en Estados Unidos, juega un papel crucial en esta operación a través de su consultora de marketing, Merkari Group, y su empresa asociada, Direcly. Desde 2016, García ha liderado Merkari Group, habiendo acumulado más de 18 millones de dólares. García y su grupo no solo destacan por sus habilidades de marketing, sino también por su participación activa en la estrategia digital del régimen chavista.
Direcly, se presenta como una consultora estratégica de propiedad minoritaria y está certificada como socio de marketing en ventas de Google. Esta conexión ha sido crucial para el régimen de Maduro, permitiéndole eludir sanciones internacionales e infiltrarse en áreas claves de Google, especialmente en la publicidad de vídeos en YouTube. Esto ha sido parte de una estrategia para influir en la percepción pública.Merkari Group, bajo la guía de García, ha recibido financiamiento directo del régimen chavista para promover publicidad en Google y el canal de YouTube “Amo nuestro país”. Este canal, con una apariencia patriótica, se centra en campañas como la defensa del territorio Esequibo. La presencia masiva y a veces invasiva de estos vídeos en YouTube sugiere una financiación considerable y una estrategia de marketing agresiva.
El 31 de mayo de 2024, Nicolás Maduro y Rafael Lacava realizaron un evento en la playa Waikiki de Puerto Cabello, estado Carabobo. Durante la jornada, Maduro fue acompañado por su esposa, Cilia Flores, y se le vio bailar al ritmo de la canción "La Player (Bandolera)" de Zion y Lennox. Sin embargo, la afluencia de público fue notablemente baja, lo que generó críticas y comentarios en redes sociales. Un video difundido por un usuario expuso la escasa asistencia, mostrando pocas personas en el evento, en contraste con los esfuerzos del Partido Socialista Unido de Venezuela (PSUV) por evitar planos generales que revelaran la poca concurrencia. Este incidente muestra la dificultad de Maduro para atraer seguidores en sus actividades de campaña, a pesar de sus intentos de organizar eventos populares.

### Radio y televisión
Cuando Hugo Chávez era presidente, solían usarse comúnmente «cadenas» que se convirtieron en un arma eficaz para combatir las críticas del funcionamiento de los organismos públicos, tanto en sectores urbanos y rurales de Venezuela. En 2001, Chávez transformó a Aló Presidente de un programa de radio a un programa de televisión improvisado, en vivo, usado para la promoción de la Revolución bolivariana, culpando de los problemas económicos de Venezuela a su vecino del norte, y mostrando a los Estados Unidos como una «cultura consumista de mercado usada para perjudicar las políticas» de Chávez, a quién el Boston Globe califica como  «un mediático habilidoso, propagandista con visión de futuro y con la riqueza petrolera para influir en la opinión pública». El programa se transmitía todos los domingos, presentaba a Chávez (vestido de rojo, el color de la revolución) como el líder carismático, apasionado por el bienestar de su país. Muchos venezolanos sintonizaban el programa, debido a que Chávez solía dar a conocer, cada fin de semana, en su programa, nuevos paquetes de ayuda financiera. Desde 1999 a 2009, el presidente Chávez pasó un promedio de 40 horas a la semana en la televisión. Políticos de Estados Unidos han comentado que TeleSUR, una red de televisión de América creada para la integración, por el gobierno de Venezuela, era una herramienta de propaganda a favor de la Revolución Bolivariana. El gobierno de Hugo Chávez ha sido acusado por Human Rights Watch de:
«abusar de su control sobre frecuencias de radiodifusión para castigar a las estaciones de radio y televisión que posean una programación claramente crítica hacia el gobierno».
De acuerdo con la legislación de la HRW, el Gobierno ha hecho promoción de la autocensura por los medios de comunicación. A través del uso de propaganda, Chávez verbalizó continuamente sus éxitos en la televisión, que posteriormente se tradujo en una gran base popular de apoyo. En 2005, la nueva Ley de Responsabilidad Social modificó el código penal para simplificar los mecanismos de demandas por difamación en medios, lo que trajo como consecuencia la disminución de programas de entrevistas con políticos y aumento de la autocensura de prensa, según Michael McCaughan, en la batalla de Venezuela. En mayo de 2007, la licencia de RCTV para la transición de ondas de TV en espacio radioeléctrico, habilitada por veinte años, no fue renovada; RCTV continuó transmitiendo vía satélite y por cable como RCTV Internacional. En 2012 Globovisión pagó una multa de $2.1 millones impuesta por el regulador de los medios de comunicación del país, Conatel, por presunta violación de la ley contra la «promoción del odio y la intolerancia por razones políticas» en su cobertura de un motín en una cárcel.
Durante la presidencia de Nicolás Maduro, la Organización de la Comisión Interamericana de Derechos Humanos de la Organización de Estados Americanos declaró que el presidente Maduro «ha seguido utilizando transmisiones obligatorias de radio y televisión nacional para difundir mensajes del gobierno»; en su comunicado, criticó al presidente Maduro comentando que «no todas las informaciones justifican la interrupción de la programación regular por el Presidente de la República». Más bien, debe ser información que pudiera ser de interés para las masas, comunicándoles de los hechos que podrían ser de interés público y que pudieran ser necesarios para la participación ciudadana real en la vida pública». La OEA, en un informe de la ONG Monitoreo Ciudadano, explica que «desde el 3 de junio de 2013 hasta el 19 de septiembre de 2013, Maduro apareció en el canal estatal VTV hasta 182 horas en 114 emisiones, una media de 1 hora y 40 minutos cada día». Durante una entrevista de radio, Nicolás Maduro culpó a Televen de la violencia que se produjo en el país después de las elecciones y acusó a Globovisión de ser «fascista». La Comisión Nacional de Telecomunicaciones (Conatel) también cerró tres medios de comunicación después de retrasar un informe acerca de la salud de Hugo Chávez. Conatel también anunció que «las sanciones» para Globovisión eran debido a una transmisión del presidente Maduro «de radio y televisión obligatoria, que permaneció sin audio durante más de 6 minutos».
El 10 de septiembre de 2013, el presidente Maduro anunció la creación del Noticiero de la Verdad, «una cadena nacional obligatoria, con el fin de proporcionar información sobre las actividades de su administración», ya que cree que «los medios privados no informan sobre los actos oficiales y ocultan sus logros». El gobierno venezolano también creó el Estado Mayor de Comunicaciones con el objetivo conjunto de responder a los «ataques mediáticos de grupos desestabilizadores contra el Gobierno» y mantener así «al pueblo informado de todo lo que la Revolución bolivariana está haciendo por el bienestar de todos».

### Vallas y murales

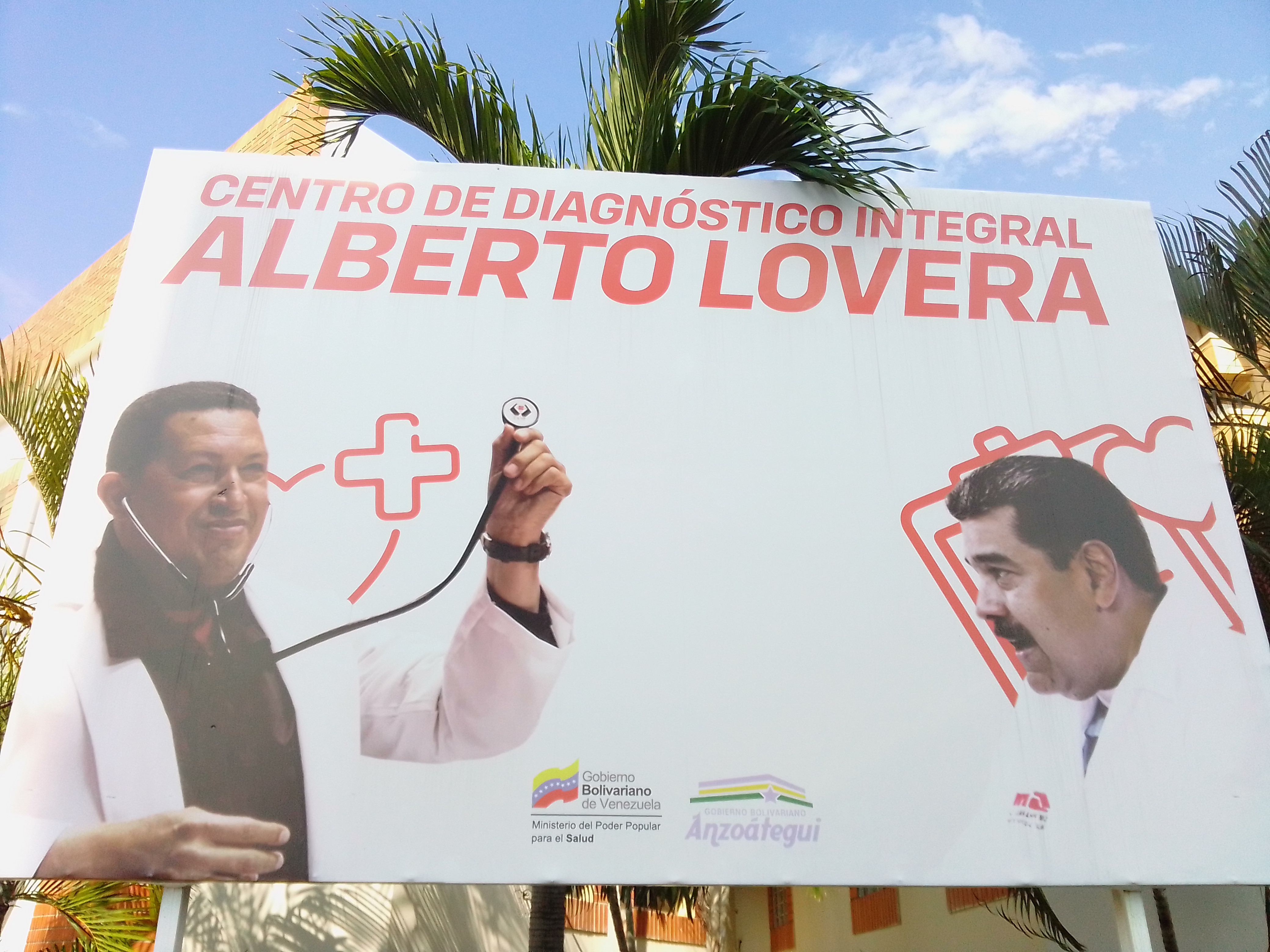
Valla en el centro de Diagnóstico Integral Alberto Lovera

En Venezuela, el rostro de Chávez puede observarse en decenas de miles de vallas publicitarias, carteles y edificios distribuidos en todo el país, por lo general acompañado de logros de las «reformas socialistas». Las imágenes tienen el «propósito de inspirar fervor ideológico, lealtad política, y reverencia». Para la utilización del «nombre, imagen o figura» de Hugo Chávez en espacios públicos, el gobierno venezolano solicita una autorización para quién desee hacerlo. En la sede de PDVSA en Caracas, existen grandes pancartas de Chávez que son mostradas en el edificio principal, a pesar de la prohibición constitucional de propaganda política en instituciones públicas. De acuerdo con la BBC, existen docenas de grupos pro-Chávez (chavistas) que rocían pintura grafiti en Venezuela, siendo la mayor parte de ellos patrocinados por el gobierno. Diversas obras son patrocinadas por el Gobierno en Caracas con imágenes prominentes compuestas por libertadores, revolucionarios, e iconos de izquierda y de ideales socialistas. El gobierno suele incluir en sus imágenes a personajes como Simón Bolívar, el Che Guevara, y Hugo Chávez.
Durante las elecciones presidenciales de Venezuela 2012, la región oriental de Venezuela fue cubierta con propaganda de Chávez en forma de carteles y pancartas, supuestamente debido a la pérdida de apoyo del gobierno venezolano en la zona, a raíz de los incidentes ocurridos en las refinerías de petróleo y otros peligros ambientales.

### Medios impresos
En 1999, Chávez comenzó a promover su revolución a través de medios impresos, siendo la mayoría periódicos que se centraron en mensajes sobre la supuesta transformación de Venezuela en una potencia del primer mundo en diez años, como por ejemplo el periódico Correo del Presidente dirigido por Juan Barreto.
En septiembre de 2014, días después de que algunos periódicos privados declararan que sus reservas de papel se habían agotado, el presidente Maduro anunció la creación de dos periódicos estatales comentando que el «Vicepresidente de Publicidad activará una serie de brigadas de propaganda en la calle, para el público». Junto con los dos periódicos estatales propuestos, el gobierno venezolano publicó otros cuatro periódicos, Correo del Orinoco, Ciudad Caracas, Ciudad de Valencia y Ciudad Petare. En octubre de 2014, el Vicepresidente de la Comisión de Propaganda, Agitación y Comunicación del PSUV, Ernesto Villegas, anunció la adquisición del Diario Vea. El presidente de la Asamblea Nacional, Diosdado Cabello, comentó sobre la adquisición diciendo «tener nuestros propios medios de comunicación es una de las metas para este año. Dios mediante, para los próximos días podríamos [sic] contar con un periódico, para lo cual ya estamos haciendo todo lo pertinente para que ocurra».

### Cinematografía
En 2006, se inició la Villa del Cine, un estudio de cine y televisión de titularidad estatal, el cual ha sido catalogado como una «fábrica de propaganda», según Nichols y Morse y cineastas independientes. Chávez dijo que la Villa del Cine ayudaría a romper la «dictadura de Hollywood».

#### Villa del cine
La Villa del Cine, un proyecto cinematográfico impulsado por el gobierno de Hugo Chávez en Venezuela, se ha convertido en un punto focal para la producción de películas que promueven la ideología y los valores de la revolución bolivariana. Este centro de producción, albergando a profesionales como Gabriela Medina-Herrera, se dedica a la creación de obras que reflejan los ideales socialistas y la visión histórica del gobierno, en un esfuerzo por contrarrestar la influencia de Hollywood y la denominada "dictadura" de sus producciones.
La película "Regresa Miranda", que se estrenó el 11 de octubre, es emblemática de este enfoque. Relata la historia de Francisco de Miranda, figura histórica venezolana y precursor de la independencia, resaltando su lucha y la idea de una Sudamérica unificada. Esta narrativa se alinea con los objetivos del gobierno de Chávez de fomentar un sentido de identidad nacional y propaganda.
El apoyo del gobierno a proyectos como el de Danny Glover, quien ha recibido financiación para una película sobre el líder revolucionario haitiano Toussaint Louverture, refuerza esta tendencia hacia contenidos que reflejan las luchas revolucionarias y los ideales bolivarianos. Sin embargo, esta dirección ha generado controversia en el ámbito cinematográfico venezolano. Figuras como Alfredo Anzola, director de cine, expresan preocupación por lo que consideran una limitación de la libertad creativa y una preferencia por proyectos que se alinean con la agenda política del gobierno.

#### Estrategia en Hollywood
En el ámbito de la influencia geopolítica, el régimen de Nicolás Maduro, al igual que Cuba, Rusia e Irán, parece haber extendido sus tentáculos hacia el mundo del entretenimiento, específicamente Hollywood. Un caso emblemático es el del actor venezolano Edgar Ramírez, quien se ha visto involucrado en lo que expertos denominan "cine estratégico", una mezcla de propaganda y espionaje. Durante la última década, el Palacio de Miraflores, bajo la presidencia de Hugo Chávez, fue escenario de encuentros con figuras del espectáculo como Oliver Stone, Danny Glover y Naomi Campbell. Esta tradición de acercamiento entre el gobierno venezolano y personalidades del cine continuó con Nicolás Maduro.
Destaca la figura de Maximilien Sánchez Arvelaiz, exdiplomático venezolano en Washington. Tras la ruptura de relaciones entre Estados Unidos y Venezuela, en vez de abandonar Estados Unidos en 2016, Arvelaiz se reinventó en Hollywood, asumiendo el rol de productor de películas de gran envergadura como "Snowden". Arvelaiz, con un pasado como asesor comunicacional de Chávez y embajador en Brasil y Estados Unidos, ha producido varios largometrajes, consolidando una carrera en el sector cinematográfico estadounidense. Otro caso es el de Shadi Nain Saab, hijo de Alex Saab, presunto testaferro de Maduro. Shadi, nacido en 1996, incursionó en Hollywood como actor, participando en producciones como "All-Star Weekend" y el cortometraje "King of LA".
La presencia de estos individuos en Hollywood sugiere un interés del régimen venezolano en mantener una influencia en el cine estadounidense. Joseph Humire, especialista en seguridad internacional, sugiere que esto podría formar parte de una estrategia más amplia de "cine estratégico", usada tanto para propaganda como para actividades de espionaje. La película "La Red Avispa", protagonizada por Edgar Ramírez, es citada como un ejemplo de esta propaganda cultural, que se lleva a cabo a un nivel sofisticado. Según Humire, esta estrategia no se limita a Venezuela. Países como Irán y Rusia también utilizan la industria cinematográfica para avanzar en sus objetivos de inteligencia y propaganda. La industria del cine persa, por ejemplo, ha servido como punto de acceso para la inteligencia iraní.
La participación de Edgar Ramírez en "La Red Avispa" no solo representa su contribución artística, sino que también podría ser vista como un componente de esta estrategia más amplia de influencia cultural y política en Hollywood por parte de gobiernos con intereses específicos, en este caso, el régimen de Nicolás Maduro.

### Teorías conspirativas
Según The Economist, las «conspiraciones de los medios han sido un elemento básico en la propaganda del gobierno» desde que Chávez fue derrocado brevemente en 2002. Después del Golpe de Estado en Venezuela de 2002, en teorías conspirativas elaboradas por el gobierno y partidarios, el blanco ha sido siempre Estados Unidos y su presunta participación en el golpe de Estado.
The Associated Press comentó que «el gobierno de Chávez tiende a señalar con el dedo a la CIA o a grupos extremistas de oposición con oscuras intenciones», mostrando al presidente Maduro «como blanco de grupos de la oposición». Durante el mandato de Chávez, hubo 63 presuntos planes de asesinato y de golpe de Estado, mientras que en los primeros 15 meses de la presidencia de Maduro, han sido denunciados decenas. Las teorías de conspiración por parte del gobierno venezolano raramente incluyen pruebas. Oficialistas han «acusado a conspiradores de la utilización de crucigramas del periódico para comunicarse con los enemigos del Estado, de desarrollar herramientas para inocular cáncer a líderes de izquierda, y de conspirar para «arruinar la Navidad con un golpe de estado incluido.» En 2014, durante las protestas en Venezuela, el presidente Maduro también alegó que las protestas eran «orquestadas y dirigidas por las élites políticas y financieras en los Estados Unidos», además de que se estaba desarrollando un golpe de Estado.
The Associated Press señala que, aunque a los extranjeros «las acusaciones pueden parecerles exageradas», «las alegaciones no parecen tan descabelladas» para los partidarios del gobierno. La razón de esta creencia, por parte de los seguidores del gobierno, se apoya sobre la actuación de Estados Unidos en contra de los gobiernos de izquierda durante la guerra fría y la forma en que Estados Unidos apoyó el golpe de 2002 contra Venezuela. Según algunos críticos, las teorías conspirativas llevadas adelante por el gobierno venezolano son usadas para desviar la atención de los principales problemas internos, tales como tasa de inflación elevada, alta tasa de homicidios y escasez de productos básicos. Gregory Weeks, profesor de ciencias políticas especializado en América Latina en la Universidad de Carolina del Norte, comenta que las teorías conspirativas son «una manera en la que el gobierno de Maduro ha añadido paranoia extra a su estrategia» y que «Chávez persiguió a la oposición local de la misma manera que Maduro, pero él no sentía la necesidad de utilizar teorías de conspiración para hacerlo».
En reiteradas oportunidades, el presidente Maduro y miembros de su comitiva, han dado a conocer supuestos intentos de magnicidio. En un período de quince meses, antes de las elecciones presidenciales, se denunciaron trece supuestos intentos de asesinar al presidente. En su programa La Hojilla, Mario Silva, reconocido comunicador del principal canal del estado, expresó que el presidente Maduro habría recibido 13 millones de ataques psicológicos. Sin embargo, analistas comentan que Maduro podría usar la denuncias como «cortina de humo para distraer la atención de las causas reales» de algunos problemas que enfrenta su gobierno. A continuación, se citan algunos:
- El 26 de julio de 2013, el presidente de la Asamblea Nacional de Venezuela, Diosdado Cabello, afirmó que existe un plan para asesinarlo a él y al jefe de Estado, Nicolás Maduro, pero señaló que la denuncia formal la hará «en su momento».[72]
- El 26 de agosto de 2013 fueron detenidos colombianos por estar supuestamente ligados a un intento de magnicidio, cuya autoría intelectual le fue adjudicada por el gobierno al expresidente de Colombia Álvaro Uribe.[73]
- El 3 de mayo de 2013 el presidente Maduro se promulgó acerca de un posible plan de magnicidio presidido por el expresidente Álvaro Uribe, y el Subsecretario de Estado para Asuntos del Hemisferio Occidental Roger Noriega.[74]
- El 28 de agosto de 2014, el gobierno aseguró que la opositora María Corina Machado estaría detrás de un intento de Magnicidio, presentando para ello varios correos enviados desde la cuenta de correo de la parlamentaria,[75] sin embargo, la empresa Google desmintió la veracidad de los correos.[76]
- El 25 de mayo de 2014, el presidente Nicolás Maduro denunció otro plan de magnicidio supuestamente encabezado por la opositora María Corina Machado y el embajador de Estados Unidos en Colombia Kevin Whitaker.[77]
- El 13 de diciembre de 2014, Maduro acusó a José María Aznar de provocar la muerte de 1.200.000 iraquíes.[78]
- El 20 de febrero de 2015, el alcalde de Caracas, Antonio Ledezma fue apresado por el Servicio Bolivariano de Inteligencia Nacional (SEBIN) y en un discurso Maduro aseguró que «El Antonio Ledezma que hoy fue capturado por orden del Ministerio Público Nacional y va a ser procesado por la Justicia venezolana para que responda por todos los delitos cometidos contra la paz del país, la seguridad, la Constitución». Por su parte, Human Rights Watch (HRW) en su vocero José Miguel Vivanco comentó «Sin pruebas sobre cualquier crimen que haya cometido, el alcalde nunca debió haber sido apresado y debería ser liberado inmediatamente. De lo contrario, estaremos delante de un nuevo caso de detención arbitraria contra opositores, en un país en donde no hay independencia judicial»[79][80]
- El 24 de marzo de 2015, el presidente Nicolás Maduro denunció que el secretario general del Partido Socialista Obrero Español (PSOE) y expresidente del Gobierno Español Felipe González estaría detrás de otro golpe contra su presidencia y estado.[81]

### Educación
Brian A. Nelson, autor de El Silencio y el Escorpión comenta, comenta que la oposición a Chávez «nació [cuando] un grupo de madres se dio cuenta de que los nuevos libros de texto de sus hijos eran realmente libros escolares cubanos fuertemente impregnados de propaganda revolucionaria». Según Nichols and Morse en su libro Venezuela (América Latina en el Focus), contempla que el «currículo bolivariano» que fue instituido para reflejar las metas de Chávez estaba en contra de una ley de 1980 que prohíbe la propaganda política en las escuelas. El gobierno venezolano lanzó 35 millones de libros a las escuelas primarias y secundarias denominados Colección Bicentenaria, que contempla «contenido político» en cada libro, que más de 5 millones de niños habrían utilizado entre los años 2010 y 2014. Según Leonardo Carvajal de la Asamblea de la Educación en Venezuela, la colección de libros se había «convertido en una propaganda vulgar». La historiadora venezolana Inés Quintero señaló que en todos los libros de ciencias sociales, «existe un abuso,... una clara tendencia a favor del proyecto político actual y programas políticos del Gobierno». De acuerdo con Reuters, la primera página de cada uno de los libros de texto recientemente implementada para los niños, puede leerse, «Hugo Chávez: Comandante Supremo de la Revolución Bolivariana».

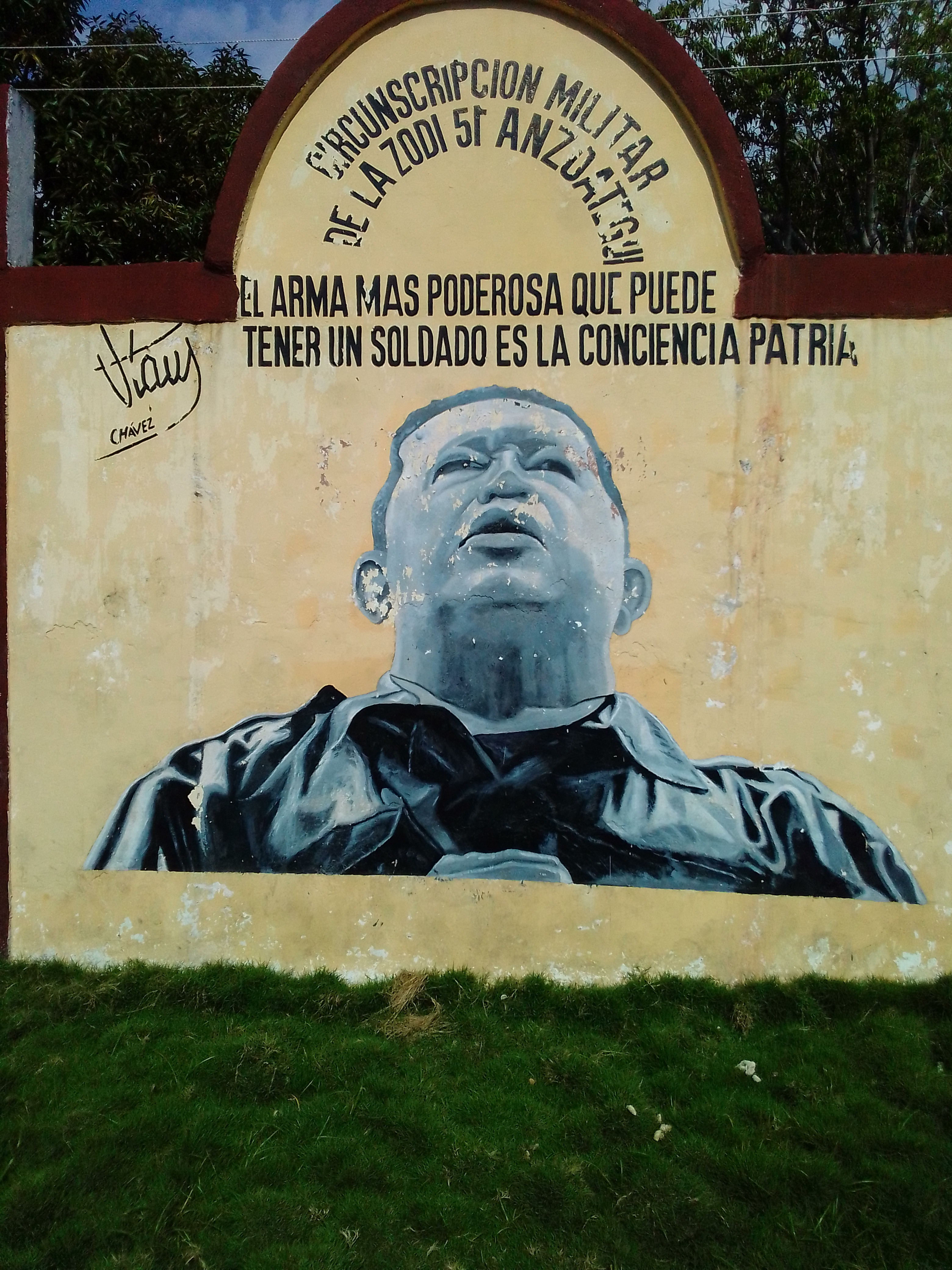
Mural con propaganda de Hugo Chávez

En 2007, el gobierno venezolano anunció criterios para un nuevo plan de estudios en el sistema de educación. La periodista Andrea Montilla de El Nacional, comenta que el nuevo plan de estudios «trata de imponer el socialismo como la única ideología en las escuelas». En 2014, el gobierno hizo un nuevo esfuerzo para poner en práctica el plan de estudios propuesto. En abril de 2014, el gobierno pedía a los estudiantes que respondieran cuestionarios con preguntas como «¿Cómo te gustaría que fuera tu escuela?» y otras preguntas involucrando la participación de profesores. Se debía también responder a preguntas para la «cómo ayudar a lograr los objetivos del Plan de la Patria en la enseñanza y aprendizaje». La Cámara de la Educación Privada venezolana se negó en participar en el plan propuesto, en donde su especialista en educación, Mariano Herrera, advirtió que el proyecto «posee sesgo político». Orlando Alzuru, presidente de la Federación Venezolana de Maestros (FVM), comentó que «el nuevo currículo bolivariano también es parcial y está siendo usado para adorar la figura de Chávez», y continuó diciendo: «[nosotros] vemos con asombro que el gobierno está obligando a los maestros a cantar el himno Patria Querida».
Patricia Andrade, presidente de la ONG Conciencia Venezuela, explicó que los nuevos libros que participan en el nuevo plan de estudios del gobierno «contienen una alta carga de doctrina ideológica socialista» y que «los libros eliminan el pensamiento crítico de los niños, creando la base para el adoctrinamiento en una ideología única, que es la ideología de la Revolución Bolivariana». Libros de matemáticas tienen «frecuentes referencias a programas de beneficios sociales introducidos por Chávez». En los libros de historia, sólo hay una página que habla de los últimos 40 años de democracia en Venezuela, mientras que existen más de veinte páginas dedicadas a Chávez. Según María Teresa Clemente, secretaria de Comunicación de la Federación Venezolana de Maestros, los cambios en los libros de historia «giran en torno a la función desempeñada por un solo presidente [Chávez], como si el registro histórico anterior a él fuera irrelevante». Otros libros incluyen también acciones «anticapitalistas» y muestran a «sectores económicos del país y los EE. UU. como los grandes enemigos de la patria». En uno de los textos puede leerse que «grupos económicos lanzaron un golpe de Estado con la ayuda de Estados Unidos enviando barcos para invadir aguas venezolanas».
En 2014, una asamblea de profesores en las islas Margarita y Coche exigió el fin de «el adoctrinamiento de niños por parte de los educadores» a nivel regional y nacional, alegando que los días entre el 5 y el 15 de marzo estaban dirigidas «a la adoración del expresidente Hugo Chávez».
El presidente de la Cámara de Educación Privada de Venezuela, María Teresa Hernández afirma que la Resolución 058, decretada por el gobierno es «inconstitucional» y que «busca que colectivos se involucren en proyectos políticos directamente en las escuelas públicas y privadas» en Venezuela. Continuó diciendo que los escolares son «muy fáciles de manipular» además de la necesidad de que ellos puedan desarrollar ideas políticas por sí mismos.

### Fuerza Armada Venezolana

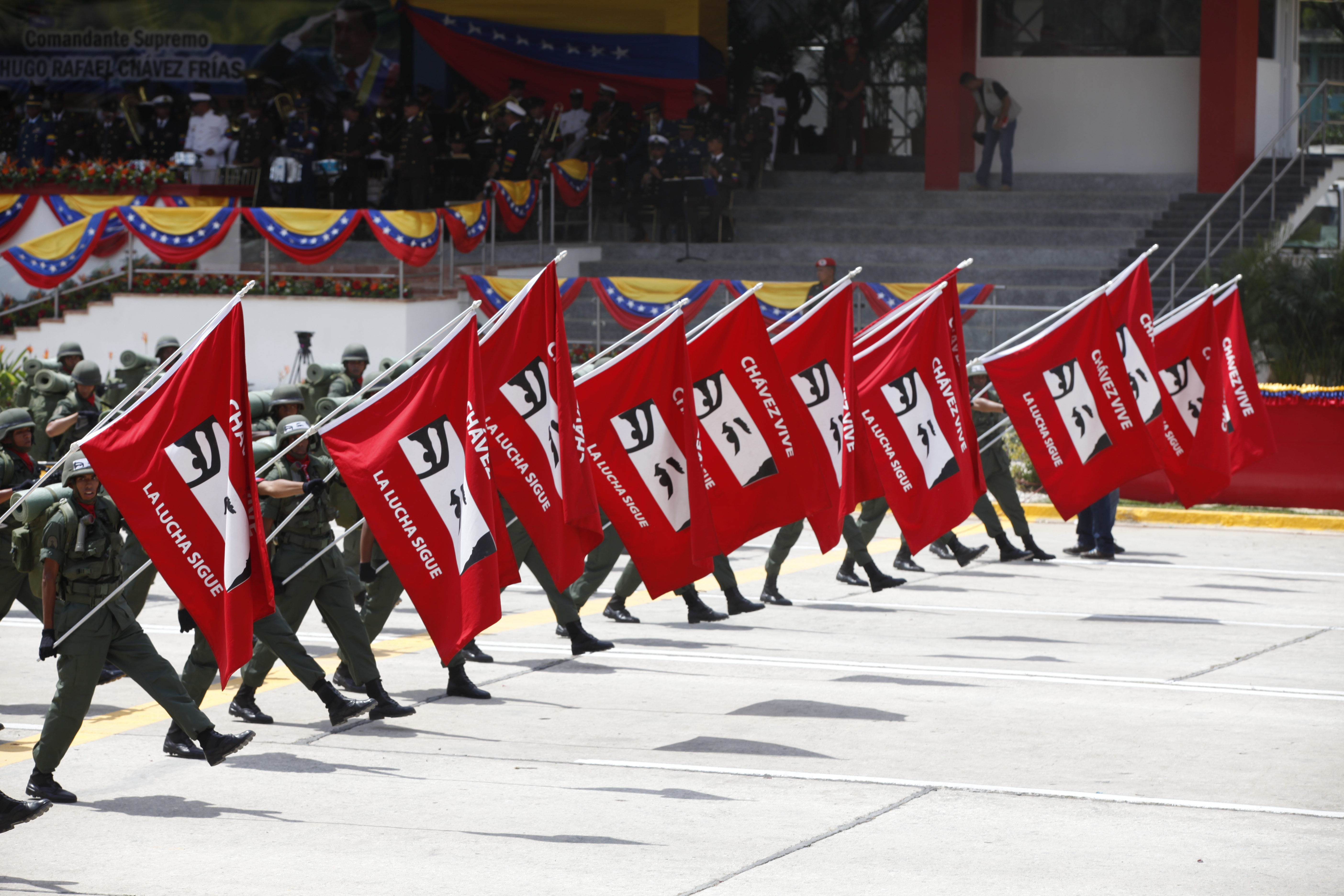
Miembros de la Fuerza Armada de Venezuela cargando banderas con los Ojos de Chávez diciendo, «Chávez vive, la lucha sigue».

En niños de Chávez: Ideología, Educación y Sociedad en América Latina, Manuel Anselmi explica que «para tener una idea de la importancia de la propaganda bolivariana como fuente de educación política alternativa, se puede utilizar el testimonio del propio Hugo Chávez». Chávez explicó que había que «leer a los clásicos del socialismo, la teoría militar y estudiar el posible papel del ejército en una revuelta popular democrática».

## Elecciones

### Campañas electorales de Chávez

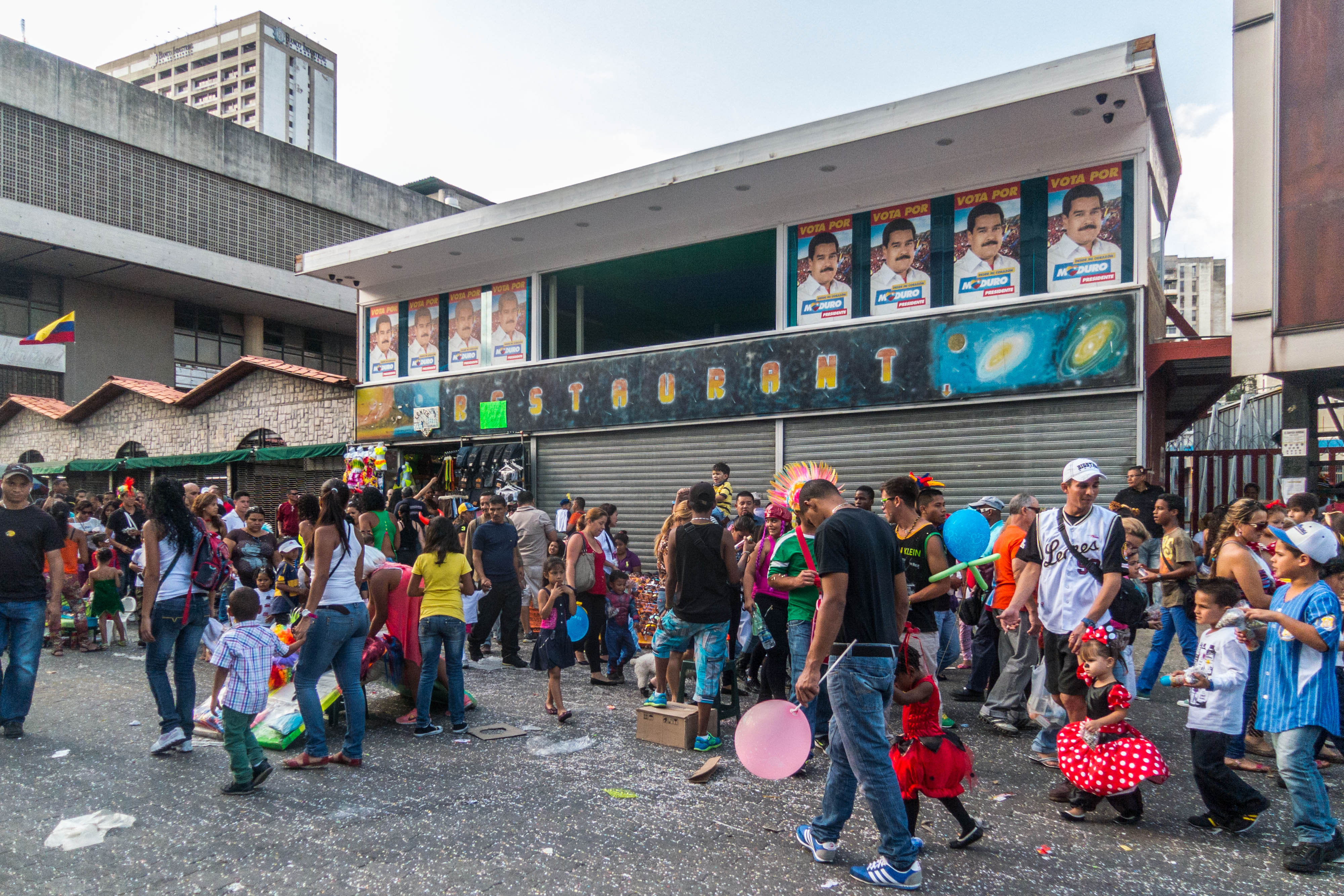
Avisos variados de Nicolás Maduro en las elecciones presidenciales de Venezuela en 2013.

Durante las campañas electorales, se usó una imagen favorable de Chávez como, por ejemplo, con aspecto atlético. En un anunció que muestra viviendas construidas por el gobierno, mostraba la historia de un hombre quien recibió la vivienda e hizo la declaración: «Primero Dios, luego mi comandante» (refiriéndose a Chávez con el segundo). Su «propaganda electoral» utilizó  murales, efigies y arte representando a los ojos de Chávez.
Según William J. Dobson, autor de Curva de aprendizaje del dictador: Dentro de la Batalla Global Democracia, «Chávez no temía a unas elecciones; él las recibía con los brazos abiertos», porque «al llenar las urnas, Chávez entendió que podría inclinar el campo de juego lo suficiente para que fuese casi imposible derrotarlo». Dobson continuó diciendo que «fondos de la campaña electoral de Chávez, fueron alimentados con cajas negras opacas que contenían miles de millones en ingresos petroleros del país. La plataforma de los medios del gobierno ahogó a la oposición».

### Campañas electorales de Maduro

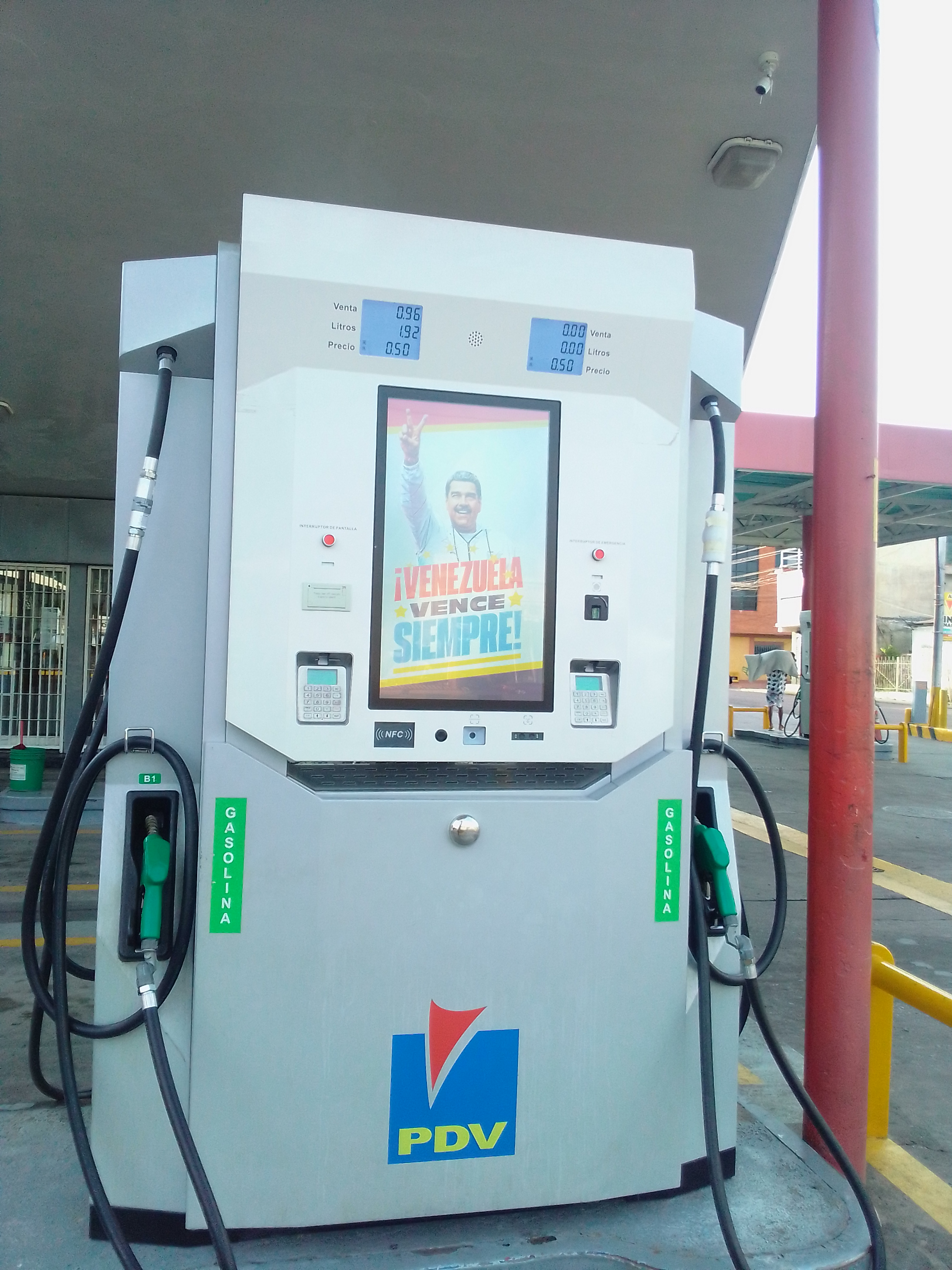
Propaganda de Nicolás Maduro en un surtidor de gasolina

De acuerdo con la Comisión Interamericana de Derechos Humanos de la Organización de Estados Americanos, Nicolás Maduro, «ha seguido usando emisiones obligatorias a nivel nacional de radio y televisión, para transmitir mensajes del gobierno» y que «el uso de emisiones nacionales obligatorias se ha intensificado durante la campaña y días después de las elecciones presidenciales del 14 de abril, en tal número de ocasiones que interrumpen los discursos o conferencias de prensa dadas por los líderes de los grupos de oposición al gobierno».
Andrés Oppenheimer afirmó en un artículo de Pittsburgh Tribune-Review que Maduro tenía una ventaja mucho mayor en las elecciones presidenciales de 2013 diciendo que las elecciones fueron «una de las contiendas electorales más desiguales en cualquier lugar en los últimos tiempos». Oppenheimer comentó que cuando Maduro estaba actuando como presidente interino, se extendió el duelo por la muerte de Hugo Chávez dándole «una ventaja enorme de propaganda a Maduro». También explicó que Maduro tenía «una ventaja de más de 10 a 1 en televisión en horario de propaganda», en donde a Capriles se le permitió solamente 4 minutos de publicidad por día, mientras que Maduro tenía los mismos 4 minutos, 10 minutos de anuncios de servicio público del gobierno y una cantidad ilimitada de tiempo para los «discursos de difusión nacional obligatoria».

## Internacional

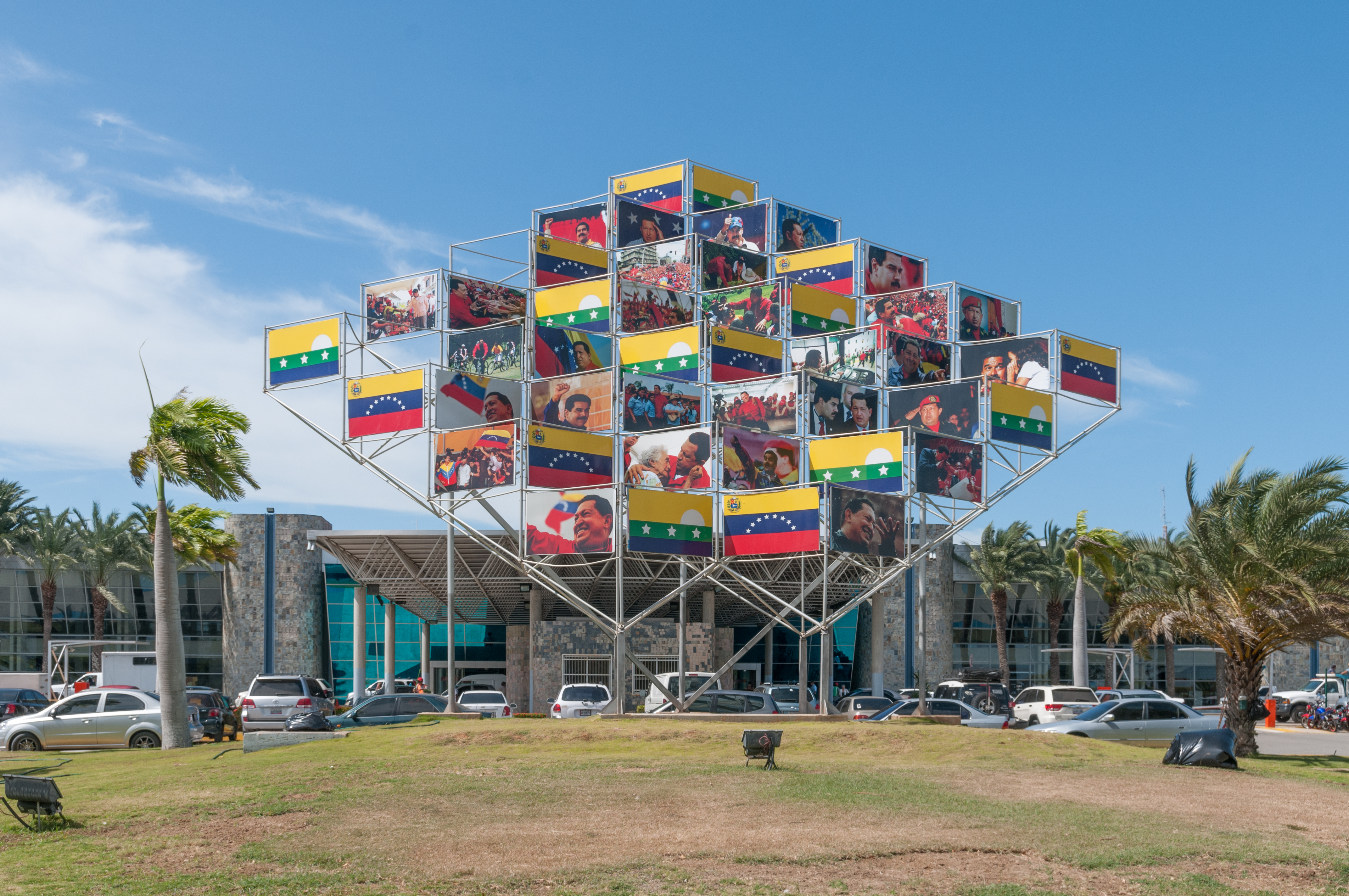
Entrada al Aeropuerto Internacional del Caribe Santiago Mariño, con imágenes de Nicolás Maduro y Hugo Chávez.

En la retórica de Soft Power: Diplomacia Pública en contextos globales, escrita por Craig Hayden, se explica que Venezuela está «bien posicionada para desarrollar programas de comunicación estratégica, debido a sus ingresos petroleros» y que Venezuela «ha invertido considerables recursos» con el fin de «ampliar las posibilidades» de la «Revolución Bolivariana» e «integración regional». Hayden afirma que la «comunicación estratégica» aumentó cuando Hugo Chávez llegó a la presidencia y se utilizó para «objetivos de integración regional y conflictos ideacionales». También afirma que TeleSUR cambió de un «modesto intento de pluralizar los medios de comunicación» a una organización que intentaba «promover la presencia carismática de Hugo Chávez como una figura internacional».
En 2001, el Subsecretario de Estado de Estados Unidos para Asuntos del Hemisferio Occidental, Peter F. Romero afirmó que «la propaganda bolivariana» de Chávez y del entonces secretario de Defensa, José Vicente Rangel no era sólo verbal, que había «indicios de que el gobierno de Chávez estaba apoyando movimientos indígenas violentos en Bolivia, y en el caso de Ecuador, miembros militares golpistas denominándolos como «agitadores profesionales».
Un comunicado del gobierno de Estados Unidos filtrado por Wikileaks revela que Hugo Chávez «condujo una serie de asuntos y negociaciones de Estado en seis países ubicados en Europa y norte de África» desde el 10 de mayo al 18 de mayo de 2006. Se reportó, que en los países que Chávez visitó, «generalmente, el mensaje utilizado hacía mención a términos como antiestadounidense, anticapitalista y antiimperialista». Después de visitar al Papa Benedicto XVI y ser criticado por el Papa acerca de los derechos humanos en Venezuela, «Chávez y la maquinaria de propaganda bolivariana hizo difundir la reunión como un nuevo éxito de Venezuela en cuanto a las relaciones Iglesia-Estado». Durante su visita al Partido de la Refundación Comunista en Italia, Chávez comentó «que iba a arreglar las cosas con Perú y México una vez que sus actuales presidentes dejaran el cargo». Después de ser criticado en la cumbre Unión Europea-América Latina en Austria, Chávez creó su propia «cumbre alternativa», incluyendo «3.500 jóvenes líderes de los grupos socialistas organizados por el movimiento Manos Fuera de Venezuela» con la ayuda del Congreso Bolivariano de los Pueblos.

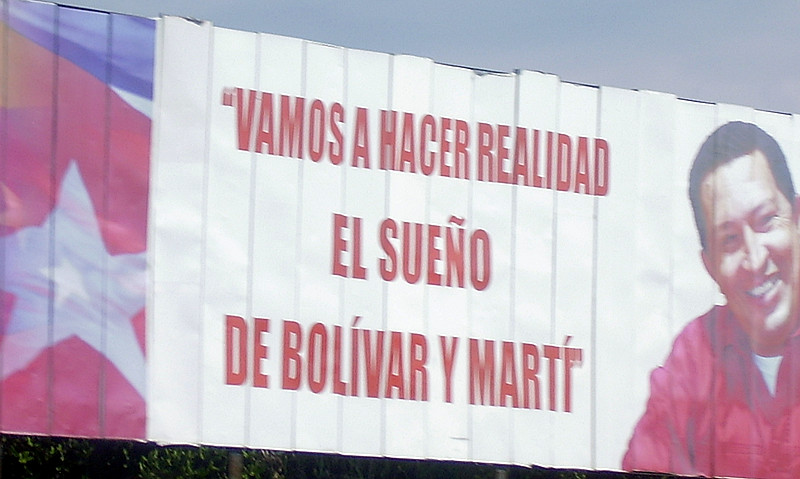
Un cartel en La Habana que muestra la bandera de Cuba y Chávez, incluyendo la cita, «Estamos viviendo el sueño de Bolívar y Martí».

Hugo Chávez solía usar «atrevidas declaraciones para crear confusión contra los EE.UU., el capitalismo, y otro serie de temas». Chávez llamó, al ex primer ministro del Reino Unido Tony Blair, como «un peón del imperialismo» y le dijo que «se vaya directamente al infierno». También tildó al expresidente de Estados Unidos George W. Bush como «borracho», «burro» y lo comparó con Adolf Hitler. Chávez también afirmó, que el terremoto de 2010 en Haití se debió a una «prueba de armas secretas de Estados Unidos», y dijo que el capitalismo y el imperialismo «acabaron» con el planeta Marte y que podrían hacer lo mismo con la Tierra. En Asamblea General de las Naciones Unidas número 61, Hugo Chávez realizó un discurso antiimperialista y anti-Estados Unidos llamando a George W. Bush «el diablo» y «dictador mundial». Acusó a Bush de expandir el imperialismo «que llegó a compartir sus panaceas, para tratar de preservar el actual modelo de dominación, explotación y saqueo de los pueblos del mundo». También criticó a Israel por el conflicto que tenía con el Líbano. Luego denominó a las Naciones Unidas, como un sistema «sin valores» y que había «colapsado». Chávez dijo que Estados Unidos promovió la violencia, mientras que Venezuela representa «la dignidad y la búsqueda de la paz». Después de hacer sus declaraciones sobre la búsqueda de la paz, Chávez pidió para que Venezuela formara parte del Consejo de Seguridad de las Naciones Unidas diciendo, «la casa de Bolívar ha buscado un asiento no permanente en el Consejo de Seguridad.» Concluyó diciendo que un nuevo movimiento se está formulando en el sur e incluso propuso trasladar la sede de las Naciones Unidas a Venezuela.

### Brasil
En noviembre de 2014, el Ministerio Público Federal de Brasil acusó a Elías Jaua de haber tomado a 26 niños fuera de Brasil «con el fin de ser adoctrinados en la revolución bolivariana» y supuestamente fueron utilizados para brigadas de comunicación del gobierno de Venezuela.

### Canadá
De acuerdo con el Centro para una Sociedad Libre y Segura, hay una «agenda bolivariana» en Canadá, que utiliza «estrategias de poder blando», como las de los Círculos Bolivarianos, para influir en la solidaridad. Algunas de estas estrategias incluyen la creación de centros culturales para «la promoción de las artes revolucionarias», la creación de conferencias pro-revolucionarias o cursos universitarios que son, posiblemente, financiados por el Estado, dirigidos a los profesionales para que puedan servir de apoyo en los medios de comunicación o testimonios, con el objetivo político y financiero de crear grupos de solidaridad que organizan eventos culturales y protestas.

### Ecuador
En un informe de El Nuevo Herald, exfuncionarios de inteligencia venezolanos del SEBIN, presentaron supuestas pruebas que mostraban al gobierno venezolano trabajando con programas de cooperación patriótica y Misión Barrio Seguro para «promover su ideología revolucionaria» a través de los miembros de esos programas. Los exfuncionarios del SEBIN También afirmaron que algunos miembros del programa también «proporcionaron información sobre los posibles enemigos del proceso revolucionario».

### México

#### Campaña presidencial de Andrés Manuel López Obrador
Según La Crónica de Hoy, en 2006, varios estudiantes recibieron ayuda de agentes venezolanos, con el objetivo de imprimir «propaganda bolivariana a favor de Andrés Manuel López Obrador», un candidato presidencial de izquierda. Adicionalmente, los estudiantes fueron formados en Círculos Bolivarianos y recibieron «apoyo económico, logístico, asesoramiento e instrucción ideológica de activistas entrenados por el gobierno venezolano» y de acuerdo con un informe de inteligencia, poseían vínculos con las FARC, Ejército Popular Revolucionario y Ejército Revolucionario del Pueblo Insurgente.

### Perú
En otro documento, Wikileaks revela que la Embajada de Estados Unidos en Perú alegó que la Misión Vivienda del ALBA se creó en Perú con la finalidad de «difundir propaganda Bolivariana a través de programas como la Misión Milagro venezolana». Marcial Maydana, director de la Misión Vivienda del ALBA en Perú,  «ha admitido públicamente que estos programas incluyen contenido ideológico pro-venezolano y, según informes, dijo que espera la construcción de un eje de 'bolivarianismo' en el Perú». Un segundo líder del ALBA en Perú comentó que el programa era «parte del bloque internacional que promovía Hugo Chávez».

### España

#### Centro de la Diversidad Cultural - España
En Madrid, el exministro de Relaciones Exteriores, Elías Jaua, presentó un centro cultural que contó la historia de Venezuela y presuntamente promoviendo el culto a la personalidad de Chávez. En una conferencia de noviembre de 2014, fotos de Hugo Chávez rodearon la audiencia y acusaron a la Corona española de la destrucción de la economía venezolana.

#### Medios de comunicación y política
Según ABC, la radio y televisión venezolana transmitida en España retrata una Venezuela feliz y libre de conflicto, el periódico relata que esto «sólo existe en la mente de la propaganda oficial diseñada para ampliar el legado del fallecido Hugo Chávez». ABC establece que TeleSUR, el cual es patrocinado principalmente por fondos estatales venezolanos, difunde la ideología bolivariana en toda España desde que se introdujo en 2007. TeleSUR realizó una sociedad con el canal español Tele K, donde trabajaba el politólogo Pablo Iglesias Turrión, fundador del nuevo partido político español Podemos. Posteriormente, Pablo Iglesias fue citado por Enrique Riobóo, fundador y director del Canal 33 para Tele K, como partidario de la creación de un canal TeleSUR independiente para Europa y la cooperación de los medios de comunicación entre Venezuela y España.
Pablo Iglesias Turrión y Juan Carlos Monedero, entre otros líderes de los políticos españoles de Podemos, fueron acusados de difundir la ideología bolivariana debido al apoyo del gobierno venezolano y sus presuntos fondos adquiridos de Venezuela. El periódico español El Imparcial llama a Podemos una «exportación de la revolución con resultados desafortunados» diciendo que el partido está «al servicio de la ideología de Chávez». El periódico también comentó que la prensa «del gobierno venezolano está muy orgullosa de haber exportado su producto ideológico y de haber establecido una cabeza de puente» en España a través de Podemos. El embajador de Venezuela en España, Mario Isea, declaró que el aumento de Podemos y otros partidos de izquierda podría ser una «plataforma de difusión» del chavismo en España y Europa, en una reunión del PSUV, luego que el presidente del Gobierno español, Mariano Rajoy, denunciara la detención del líder de la oposición Leopoldo López.

### Estados Unidos

#### Oficina de Información Venezuela (VIO)
La Oficina de Información Venezuela (VIO) era una agencia de cabildeo con sede en Washington, que tenía como misión «evitar la intervención estadounidense en Venezuela» y «mejorar la percepción de Venezuela por el pueblo estadounidense a través de los medios de comunicación». Fundada en 2004 por el gobierno de Venezuela. VIO fue financiada por el gobierno venezolano y, posteriormente, registrada en el Departamento de Justicia de los Estados Unidos bajo la Ley de Registro de Agentes Extranjeros, entidad constituida para disuadir a potencias extranjeras en búsqueda de beneficio económico o político influyendo en la toma de decisiones gubernamentales.
Algunos críticos del gobierno venezolano, reportaron que VIO se utilizó como propaganda en los Estados Unidos, usando «técnicas de propaganda modernas» de Hugo Chávez,  «distribuyendo folletos pro-Chávez en mítines antiglobalización, coordinando  'tours real' de Venezuela para delegaciones de activistas, promocionando en salas de cines como supuesto arte y teatro una película de propaganda de Chávez llamada La revolución no será televisada».
Una función clave de VIO era atacar la cobertura negativa realizada por otros medios sobre Venezuela en Estados Unidos. Además de mantener un sitio web público y un blog, VIO promovió sus opiniones en medios de comunicación mediante un sinnúmero de maneras, incluyendo la emisión de comunicados de prensa con artículos tales como ataques al Informe de 2008 de Human Rights Watch en Venezuela. De acuerdo a los registros públicos de VIO, la oficina destinó $379.000 en cabildeo del Congreso de Estados Unidos en los años 2004 a 2007 y recibió aproximadamente $4.308.400 por parte del gobierno venezolano, entre mayo de 2004 y agosto de 2008. En 2004 contrató a la empresa de relaciones públicas Lumina Strategies para mejorar la imagen de Hugo Chávez y del gobierno de Venezuela en Estados Unidos, la cual apoyó y coordinó las relaciones de VIO con los medios.

## Imagen de Hugo Chávez

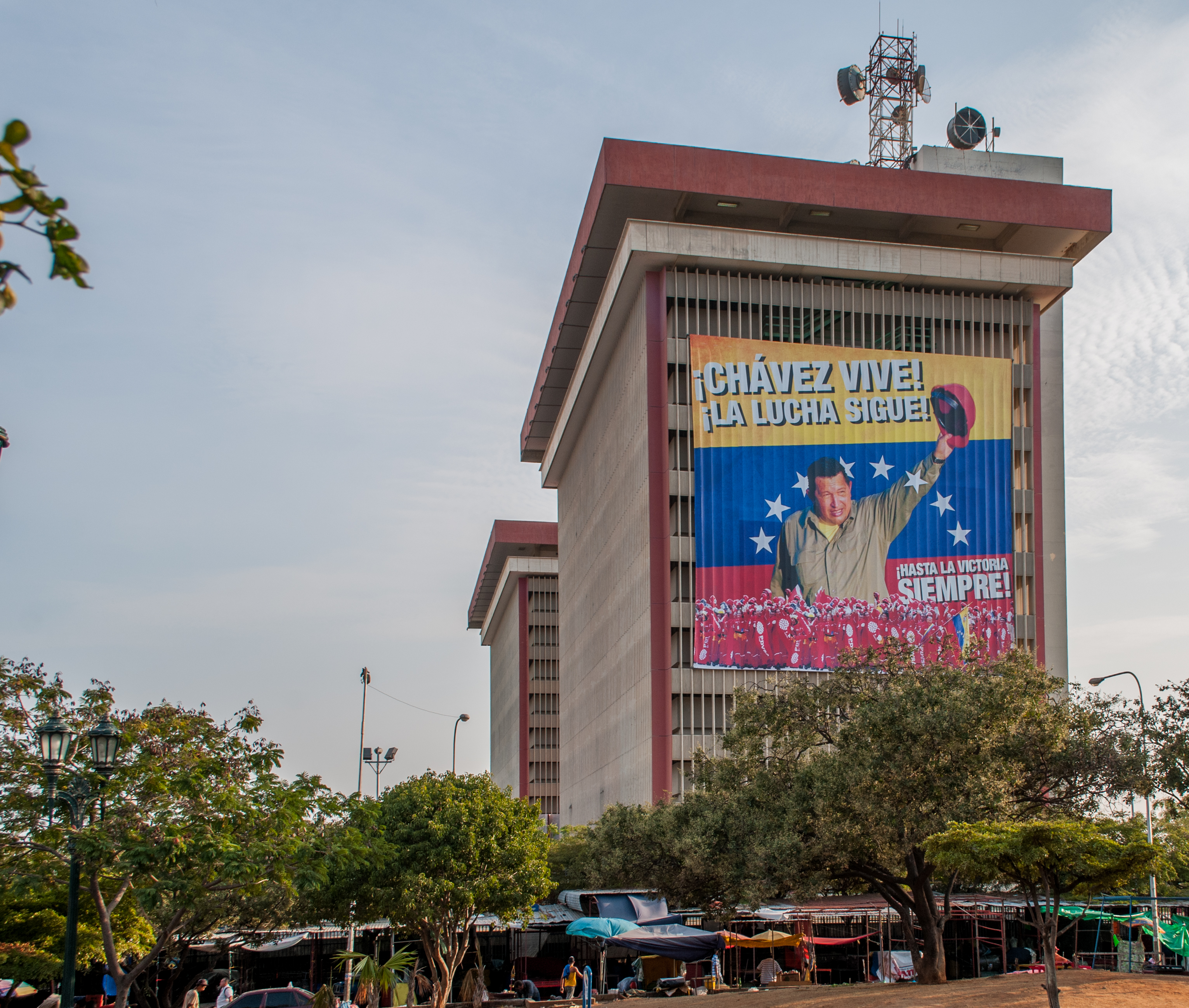
Chávez representado en la sede principal de PDVSA en Zulia evadiendo el decreto constitucional que prohíbe la propaganda política en espacios públicos.

En Venezuela, se ha creado un culto en torno a la personalidad del Hugo Chávez, en donde muchos de sus partidarios lo veneran religiosamente. Juan Lupi, un estudioso de la literatura de América Latina en la UCSB, observa paralelismos entre la veneración de Chávez a la de Evita Perón en Argentina. En un informe sobre el funeral de Chávez, escrito en Spiegel en Línea, describe que «su última procesión  también es un maratón televisivo, presentado con el tono de una misa, durante la que Chávez, el luchador por la libertad de Simón Bolívar y Jesucristo se funden en una sola persona».

### Imagen religiosa

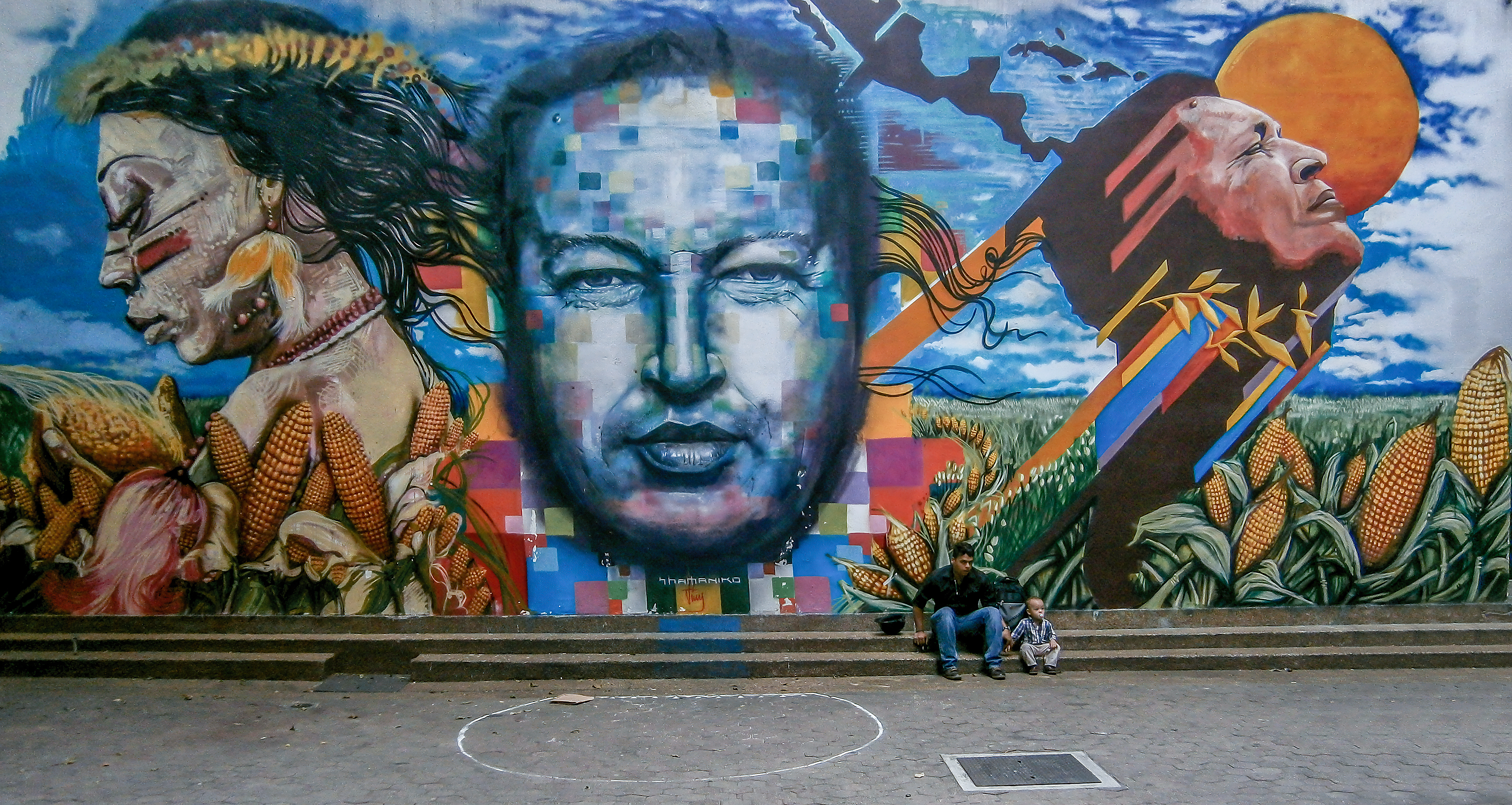
Mural de asunción de Chávez al paraíso.

Según Associated Press, «El legado de Chávez ha adquirido un resplandor religioso en Venezuela» en el que «rosarios son adornados con el rostro de Chavez, santuarios e imágenes lo representan con una cruz cristiana de Chávez en espacios públicos».  En el 2014, participantes de la educación y la oposición del gobierno se pronunciaron contra al nuevo currículo educativo de Venezuela por hacer dar una representación de Chávez como «mesiánica», como el «libertador de Venezuela», y como «el nuevo Dios». El documento educativo muestra a la oposición celebrando la sequía que Venezuela experimentó a principios del 2014, y al Presidente Maduro afirmando que la temporada de lluvias llegó gracias a «Chávez y Dios», mostrando a Chávez trayendo las nubes con Dios.

### Polémica del «Chávez Nuestro»
En un taller de capacitación sobre recolección y diseño del sistema Socialista bajo el PSUV el 1 de septiembre de 2014, los participantes recitan una versión modificada de la Oración del Padre nuestro.

La versión modificada, recitada por María Uribe, una delegada de la Comisión de Comunicación y Propaganda del PSUV-Táchira, y repetida por todo el público presente, decía:
«Chávez nuestro que estás en el cielo, en la tierra, en el mar y en nosotros, los y las delegadas, santificado sea tu nombre, venga a nosotros tu legado para llevarlo a los pueblos de aquí y de allá. Danos hoy tu luz para que nos guíe cada día, no nos dejes caer en la tentación del capitalismo, mas líbranos de la maldad, de la oligarquía, como el delito del contrabando, porque de nosotros y nosotras es la patria, la paz y la vida. Por los siglos de los siglos amén. ¡Viva Chávez!»
CNN informó que los cristianos en Venezuela se ofendieron, diciendo que «las palabras de una oración que se encuentra en los libros de Mateo y Lucas en la Biblia no se cambie por motivos de propaganda política o de cualquier otro fin». Otra reacción nacional provino del diario venezolano La Verdad, quien comparó el acto a algo «de la mente de Joseph Goebbels, el padre de la propaganda nazi». La Iglesia católica de Venezuela criticó la versión modificada en un comunicado firmado por las figuras centrales de la organización, diciendo que La Oración del Señor es «intocable», que quien recita la versión modificada estaría cometiendo el pecado de idolatría. Monseñor Baltazar Porras, obispo de Mérida, comentó que este tipo de acciones «no es nada nuevo», en los años siguientes a la Revolución Bolivariana y que el gobierno venezolano ha querido «apropiarse del lenguaje religioso y convertirlo en un arma para atornillar los principios y valores que la revolución quiere imponer como una especie de religión laica».
María Uribe, del Comité de Comunicación y Propaganda y miembro del PSUV-Táchira quien recitó la «oración», respondió a las críticas diciendo que la «oración de los delegados» era para reflexionar sobre «lo que significaba ser como Chávez» que ella llamó «un ejemplo de la solidaridad, el amor, el compromiso, la humanidad y la honestidad». El presidente Maduro rechazó la respuesta de la Iglesia Católica diciendo que ellos estaban tratando de implementar una «nueva Inquisición». El presidente, también alentó a los ciudadanos de Venezuela a recitar lo que llamó un «poema» con el fin de seguir los «valores de Chávez». El presidente de la Asamblea Nacional, Diosdado Cabello, criticó también la Iglesia Católica diciendo que deberían preocuparse por asuntos más importantes.
El Jefe del Departamento de Deutsche Welle para América Latina, Uta Thofern, respondió a la acción diciendo que el «movimiento bolivariano parece dejar de ser un movimiento político en aras de convertirse en un fanatismo de culto» y comentó que como en Alemania Nazi, temían que los líderes bolivarianos «conscientemente utilizaran símbolos e instrumentos religiosos, abusando de las necesidades espirituales de la gente» de manera que se vieron en «dictaduras alemanas». Ennio Cardozo, un politólogo de la Universidad Central de Venezuela, afirma que los actos como «Chávez Nuestro» es «un esfuerzo para sostener la legitimidad» del gobierno venezolano.

## Difusión

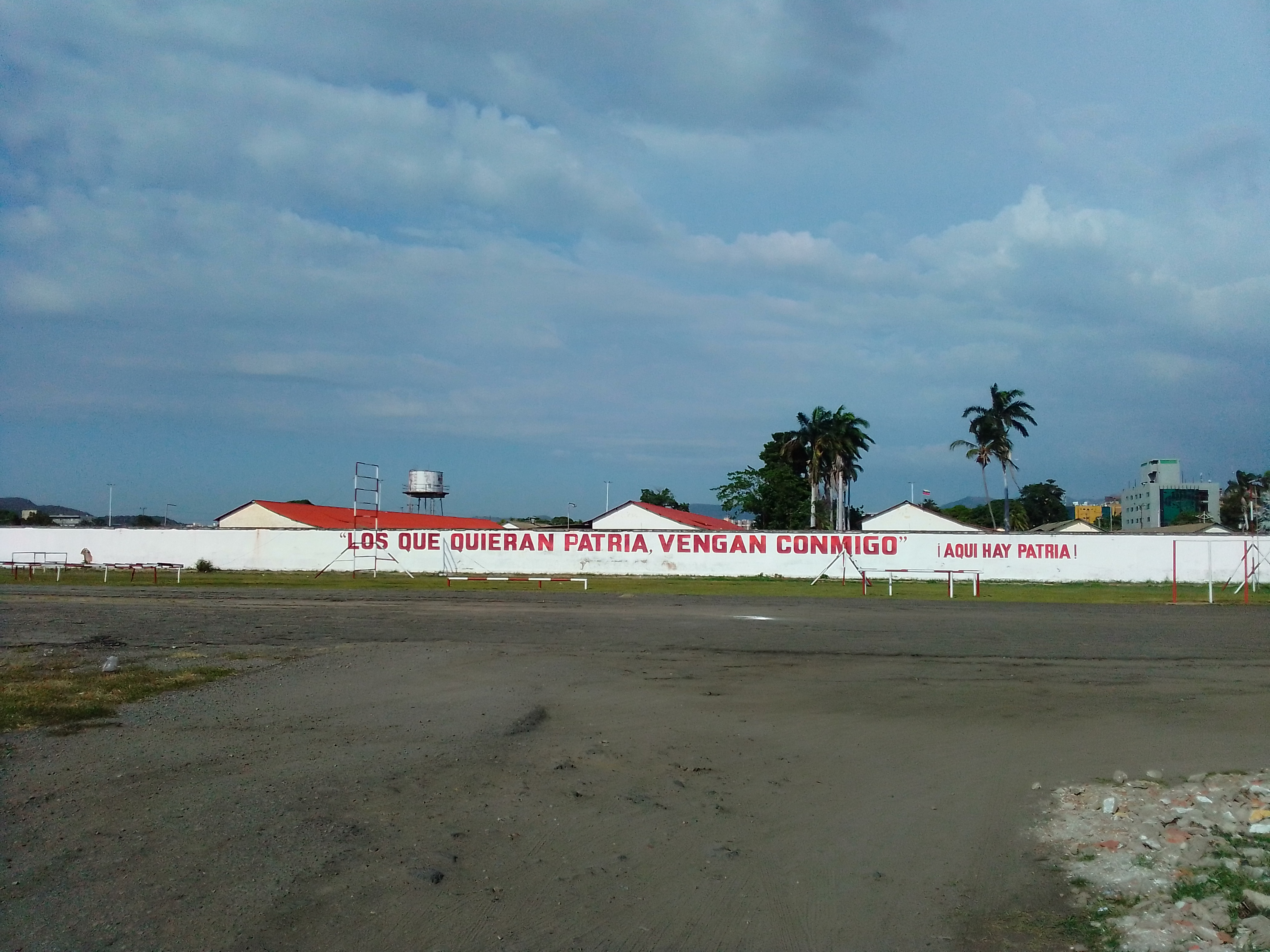
Mural con la frase «Los que quieran Patria, vengan conmigo»

El Bolivarianismo utiliza elementos emocionales, explotando miedos, usando argumentos reales o ficticios que impacten en la población, a fin de inducir opiniones y actitudes favorables la ideología oficial. También crea enemigos externos para fines de chivo expiatorio o victimización, con el objetivo de producir respuestas nacionalistas, provocando sentimientos de traición hacia la oposición. Diferentes imágenes y mensajes promueven un movimiento ideológico, mostrando a Chávez como «libertador» y exaltando los supuestos efectos positivos de la Revolución Bolivariana (incluidas las reformas sociales), y el poder que proporciona a la población. El objetivo general de la máquina de propaganda bolivariana es reflejar los deseos y metas de la sociedad de lograr una Venezuela mejor.
La Revolución Bolivariana es promocionada, a través de diversos medios de comunicación: TV, radio, Internet (sitios web como la Campaña de Solidaridad de Venezuela, Aporrea, Misión Verdad), revistas (como Viva Venezuela), periódicos, murales, carteles, objetos de interés (figuras de acción, camisetas, carteles, juguetes), en escuelas (a través de los planes de estudio y libros), películas, sinfonías (Orquesta Sinfónica Simón Bolívar), festivales, y vehículos en teoría destinados únicamente para servicio público (como autobuses y ambulancias). En Venezuela, «Hugo Chávez está en todas partes», junto con imágenes que insisten en identificarlo con Simón Bolívar; también se pueden encontrar imágenes con mensajes pro-socialistas con el símbolo de la estrella roja, mensajes de Chávez acompañado con otros personajes como el Che Guevara, Simón Bolívar, banderas rojas, banderas venezolanas, un Tío Sam «malvado», Tío Sam como una serpiente, y Chávez con el logotipo de Superman.